# Rocca Sanvitale (Fontanellato)
La rocca Sanvitale, nota anche come castello di Fontanellato, è un maniero d'epoca medievale interamente circondato da fossato colmo d'acqua, che sorge in piazza Matteotti 1 a Fontanellato, in provincia di Parma; al suo interno si trova la Saletta di Diana e Atteone, nota per gli affreschi manieristi del Parmigianino.

## Storia

Antico stemma dei Pallavicino

L'originaria fortificazione a difesa del borgo di "Fontana Lata" fu eretta a partire dal 1124 per volere del marchese Oberto I Pallavicino, che ottenne il feudo in seguito a uno scambio di terreni con i marchesi Folco e Ugo I d'Este. Nel 1145 Oberto cedette al comune di Piacenza la torre e il suo territorio.
Nel XIV secolo i Visconti si impossessarono della fortezza, che nel 1378 Gian Galeazzo Visconti concedette in beneficio ai guelfi Sanvitale, come compenso per la loro fedeltà.
Nel 1386 i nuovi feudatari avviarono i lavori di costruzione di un nuovo castello attorno all'antica torre; la cinta muraria fu completata verso il 1400 e nel 1404 il duca di Milano Giovanni Maria Visconti innalzò al rango di contea il territorio di Fontanellato, investendone ufficialmente i fratelli Giberto e Gian Martino Sanvitale.

Stemma dei Sanvitale

Nel 1482, durante la guerra dei Rossi, la rocca subì l'assalto da parte delle truppe rossiane.
Nel 1551, durante la guerra di Parma, il castello fu attaccato dai soldati imperiali, che furono respinti.
Il castello fu in seguito ampliato e trasformato in elegante dimora nobiliare, ricca di importanti opere d'arte e affreschi; la struttura fu pressoché completata nelle forme attuali nel XVI secolo.
Nei primi anni del XVII secolo la rocca subì un attacco da parte dell'esercito spagnolo, che causò il danneggiamento delle fortificazioni; di conseguenza l'ingegnere di corte Smeraldo Smeraldi fu incaricato della sistemazione del fossato, su cui fu edificato un nuovo ponte in muratura in sostituzione dell'antico ponte levatoio.
Nel 1611 il conte Alfonso II Sanvitale fu accusato di aver partecipato alla presunta congiura ai danni del duca Ranuccio I Farnese, che comportò la confisca di tutti i suoi beni e la condanna a morte di tutti i nobili coinvolti. Solo dopo alcuni anni suo cugino Alessandro II Sanvitale, in segno di riconoscenza da parte dei Farnese, ebbe il permesso di acquistare dalla Camera Ducale di Parma la rocca di Fontanellato.
Nel 1688 il conte Alessandro III Sanvitale trasformò in cappella il livello terreno dell'antico mastio d'accesso, che era stato adibito a legnaia agli inizi del secolo in seguito allo spostamento dell'ingresso nella torre adiacente; fu modificato inoltre il precedente oratorio posto sull'altro lato del cortile centrale, mentre furono ristrutturati alcuni ambienti del primo piano; fu infine realizzato l'attuale grande orologio sulla fronte dell'alta torre, in sostituzione di un altro strumento risalente al XVI secolo.
Altri piccoli interventi furono eseguiti nel XVIII secolo, quando furono aperte le portefinestre con balconcini in ferro battuto in facciata e sulle torri.

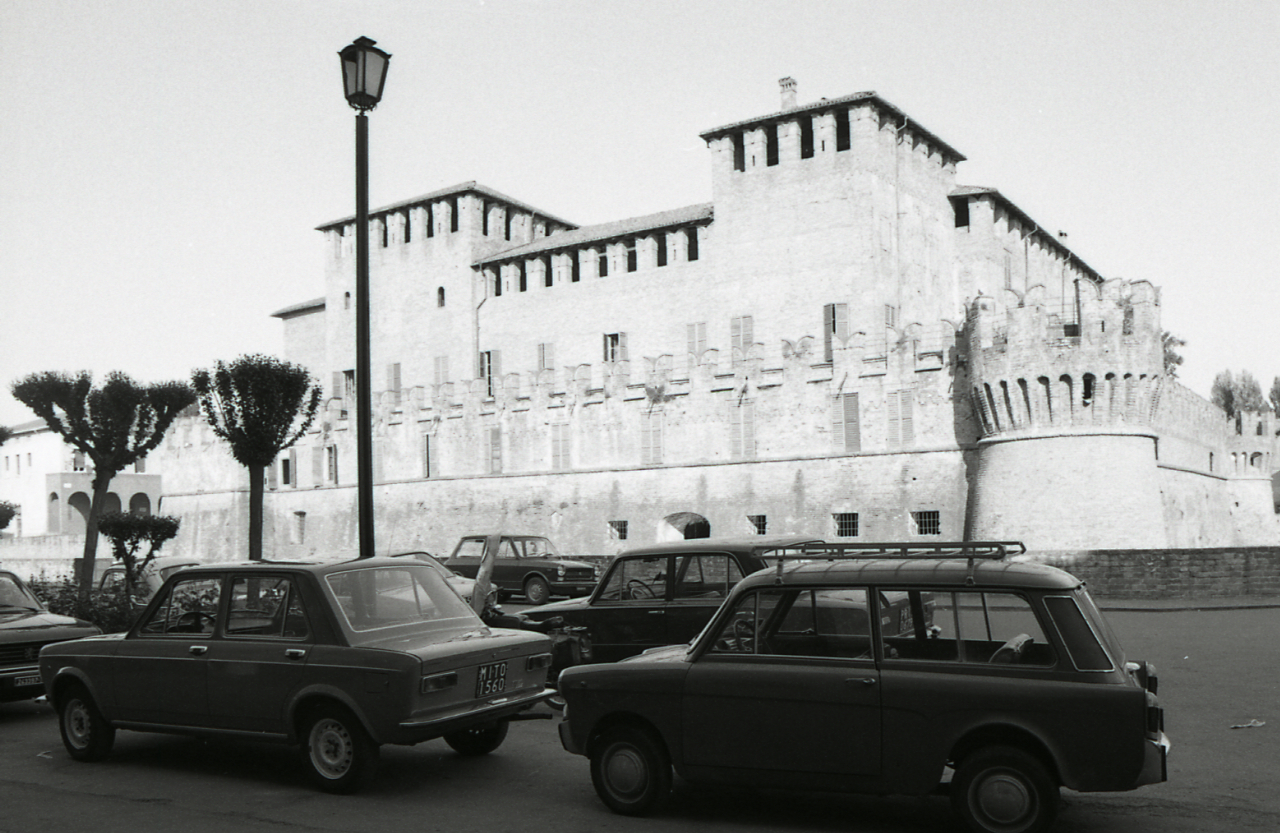
La rocca nel 1976

Intorno al 1830 il conte Luigi Sanvitale fece abbattere alcuni corpi aggiunti in epoca più recente sul lato sud-ovest, per realizzare sul terrazzo così ricavato un giardino pensile, dedicato alla dea Flora.
Nel 1878 la rocca fu restaurata ripristinando alcuni degli elementi medievali perduti nei secoli; i lavori interessarono in particolare il cortile interno, ove furono risistemati i loggiati e furono aperte alcune finestre in stile neogotico.
Verso la fine del XIX secolo l'ultimo conte Giovanni Sanvitale fece trasformare la torre sud in camera ottica. Nel 1948 vendette la rocca all'amministrazione comunale di Fontanellato, che in seguito ne avviò i lavori di restauro per adibirla a sede municipale e aprire alcune sale al pubblico.
Nel 1999 furono resi visitabili altri 11 ambienti restaurati del piano terreno, in seguito allo spostamento degli uffici comunali e degli archivi che vi erano collocati.

## Museo Rocca Sanvitale

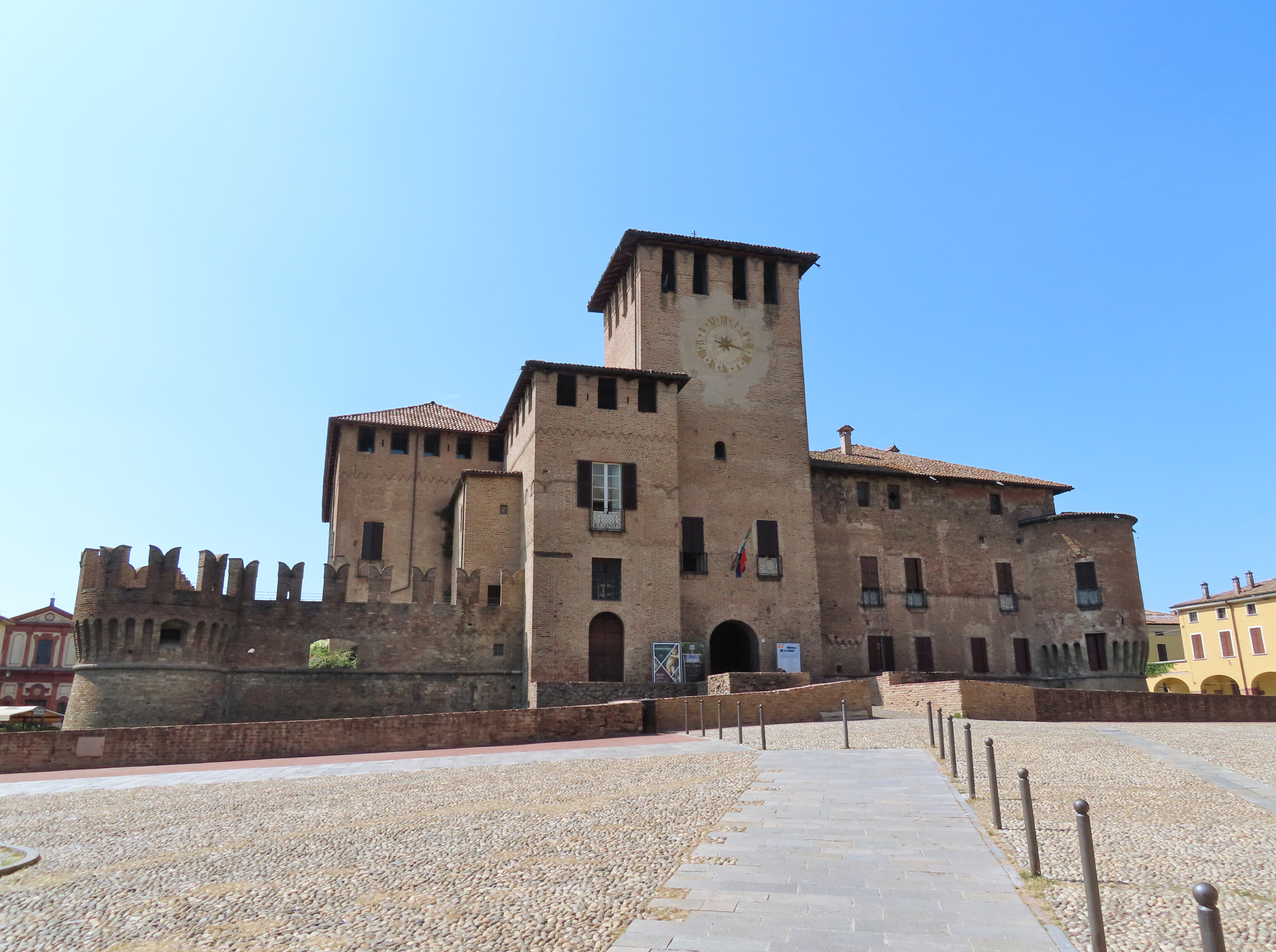
Facciata d'ingresso

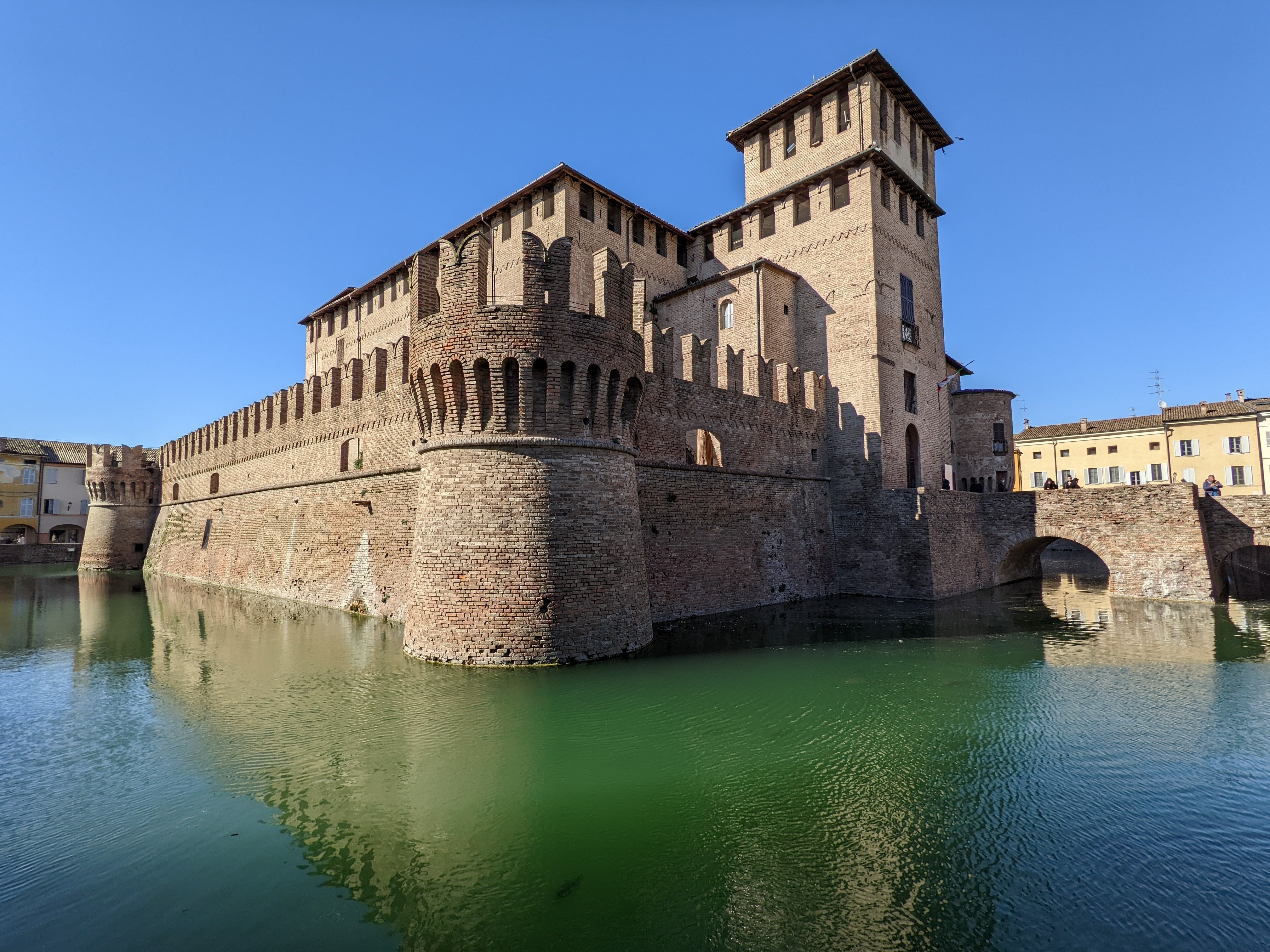
Facciata d'ingresso e lato sud-ovest

Il castello, interamente circondato da un fossato alimentato da acqua di risorgiva, si sviluppa su una pianta quadrata attorno a un cortile centrale, con quattro torri angolari, di cui tre cilindriche.

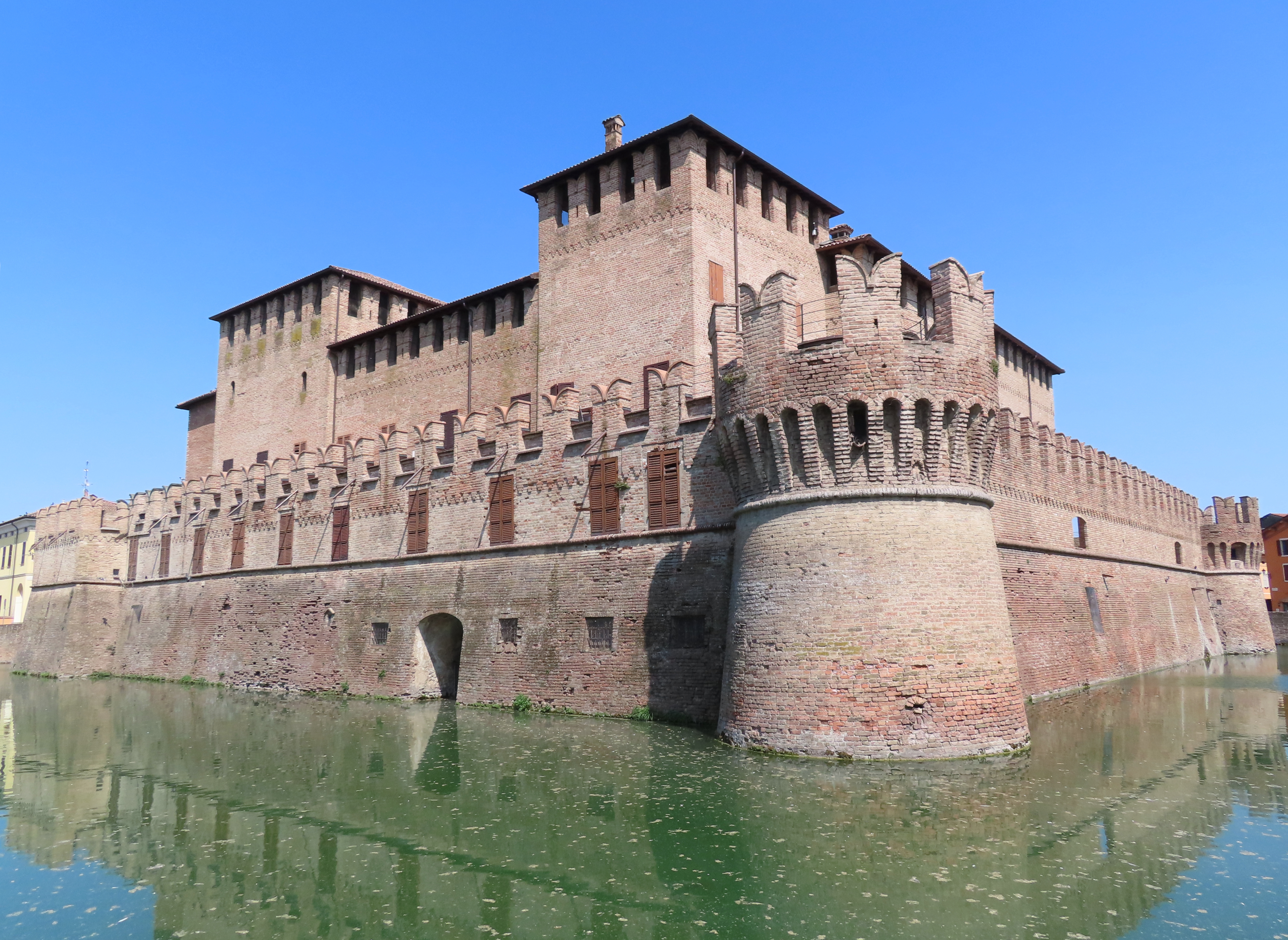
Lati sud-ovest e nord-ovest

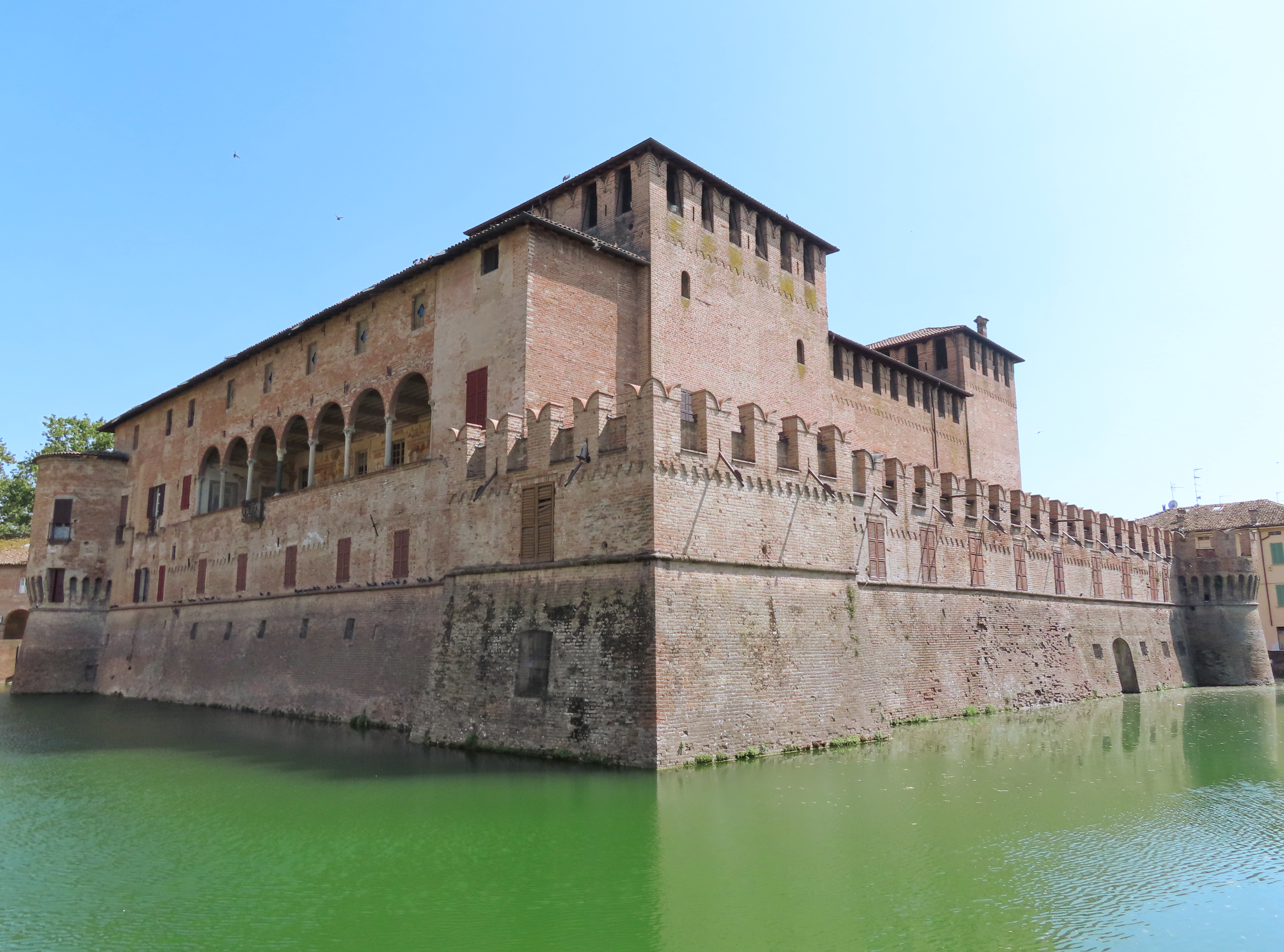
Lati nord-ovest e nord-est

La facciata principale, interamente rivestita in laterizio come il resto della struttura, è preceduta dal seicentesco ponte in muratura d'accesso, che conduce all'alta torre centrale. Sopra all'ampio portale d'ingresso ad arco a tutto sesto si aprono simmetricamente due portefinestre con balconcino in ferro battuto. In sommità si staglia un grande orologio seicentesco con quadrante interno ed esterno, restaurato nel 1997; l'unica lancetta dorata, arricchita con la raffigurazione centrale del Sole, è collegata a tre campane, che scandiscono il passare del tempo secondo un complesso schema; il quadrante esterno indica le 12 ore con numeri romani, le mezze ore con lance e i quarti d'ore con linee. A coronamento si elevano lungo il perimetro della torre e dell'intero castello merlature ghibelline, in parte coperte da tetti.
Alla sinistra del torrione d'accesso si innalza in aggetto una seconda torre più piccola, che in origine fungeva da mastio e da ingresso alla rocca; la muratura mostra ancora a metà altezza i segni dei merli a coda di rondine accecati e dei bolzoni chiusi del ponte levatoio, che si collegava attraverso il portale centrale ad arco a tutto sesto col primitivo atrio d'ingresso, successivamente trasformato nella cappella di San Carlo.

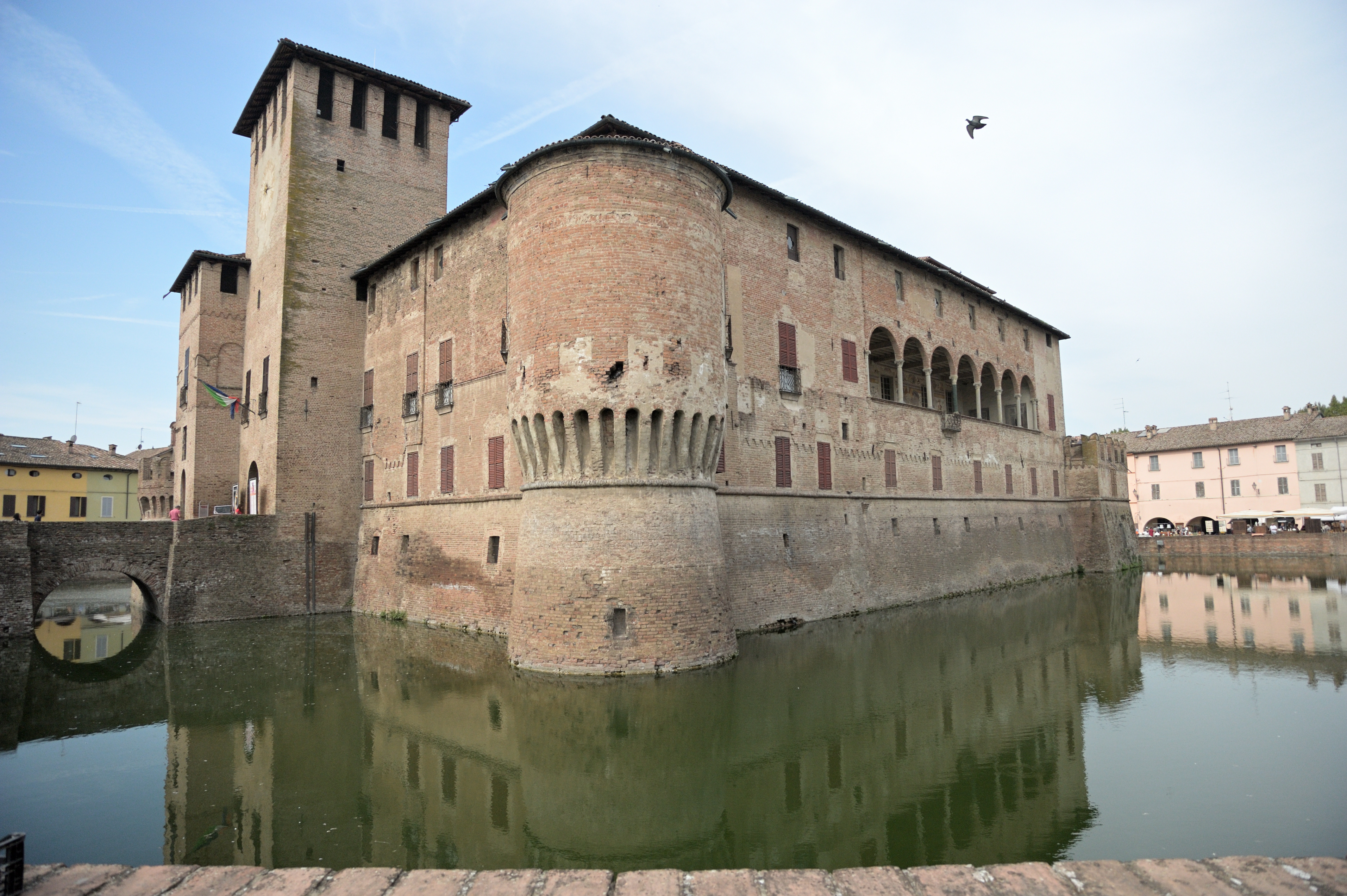
Facciata d'ingresso e lato nord-est

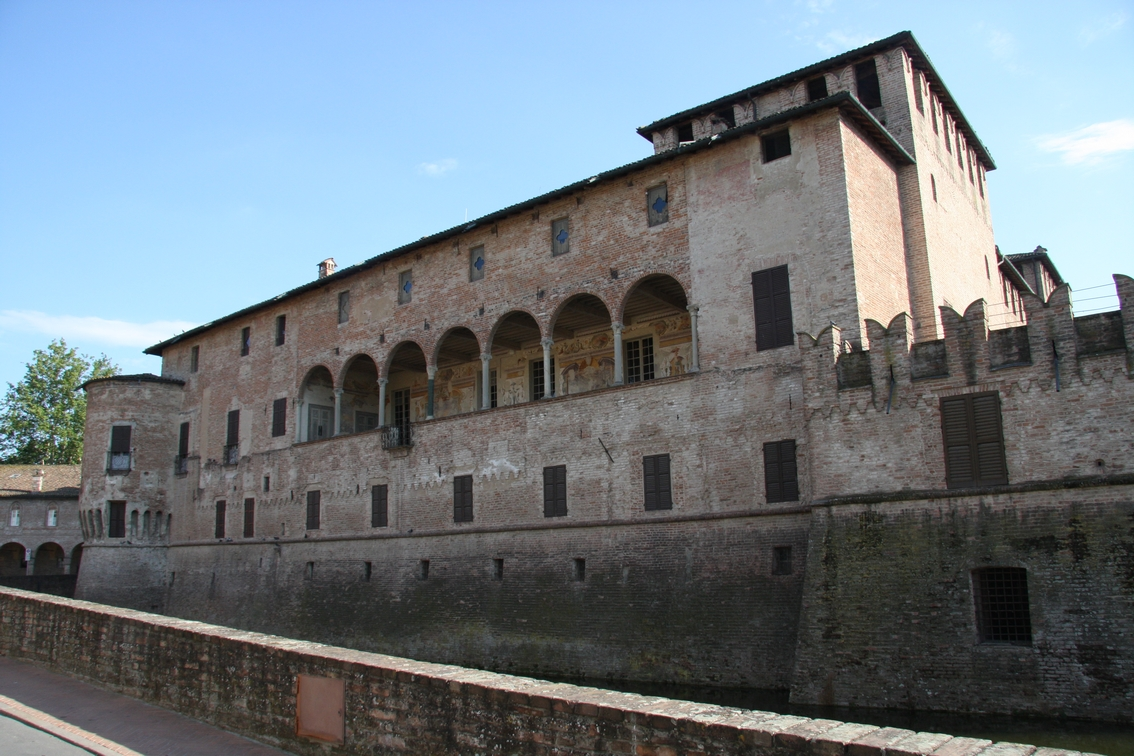
Lato nord-est con la loggia

All'estremità meridionale si eleva una piccola torre cilindrica con beccatelli e caditoie, ai margini del giardino pensile; la piccola struttura terrazzata, in origine adibita a prigione su più livelli, ospita dalla fine del XIX secolo la camera ottica voluta dal conte Giovanni Sanvitale. Accanto a essa si sviluppa dietro alla cortina merlata il giardino pensile ottocentesco, che si apre verso l'esterno attraverso alcune arcate a sesto ribassato ricavate nella muratura. All'estremità ovest si eleva una seconda torre cilindrica, uguale alla precedente.
Alla destra del torrione d'accesso si erge su tre livelli l'ala nord-est del castello, che culmina sullo spigolo orientale con una torre cilindrica su due piani, arricchita dalla portafinestra con balconcino aperta nel XVIII secolo.

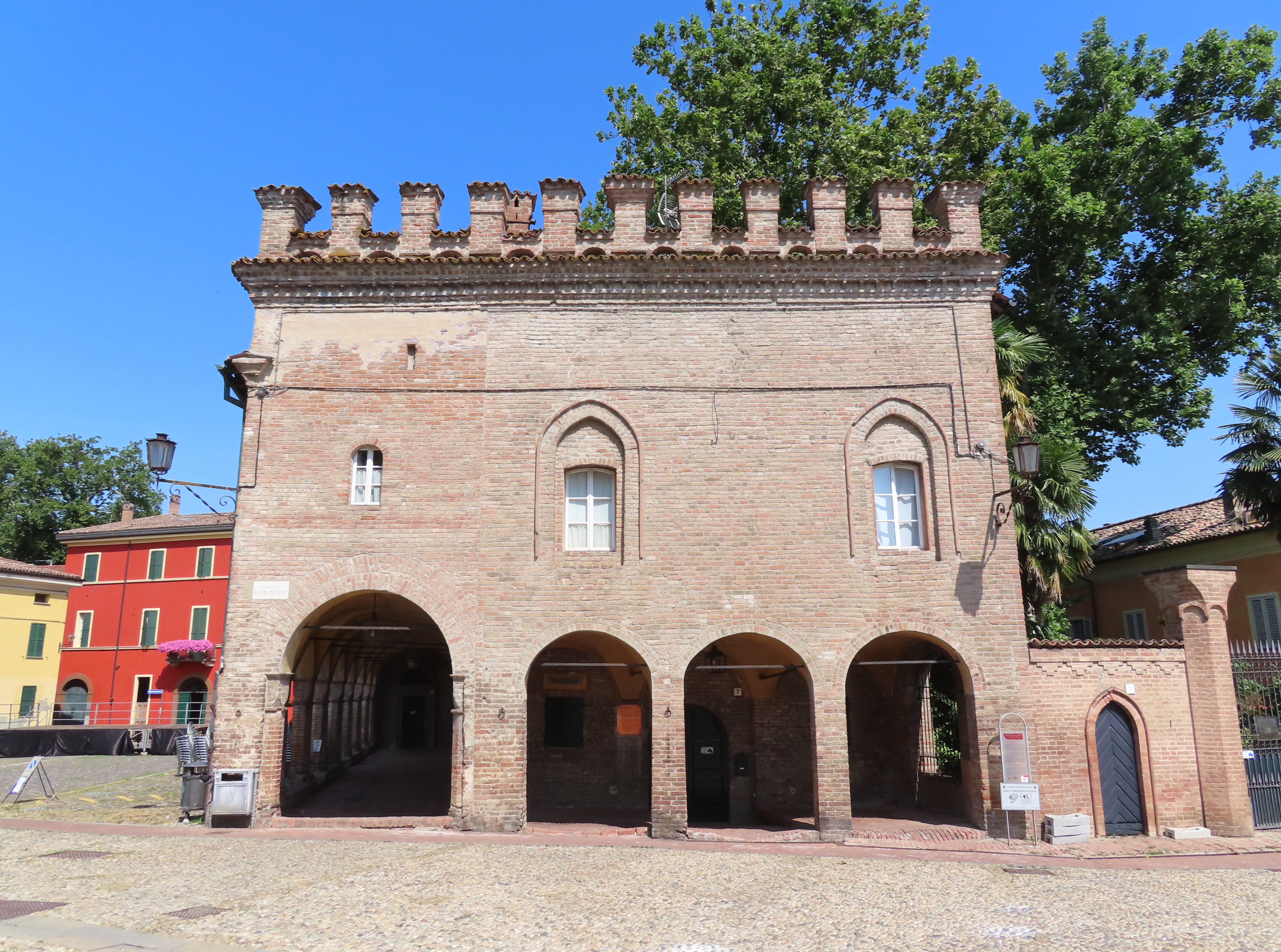
Scuderie Sanvitale

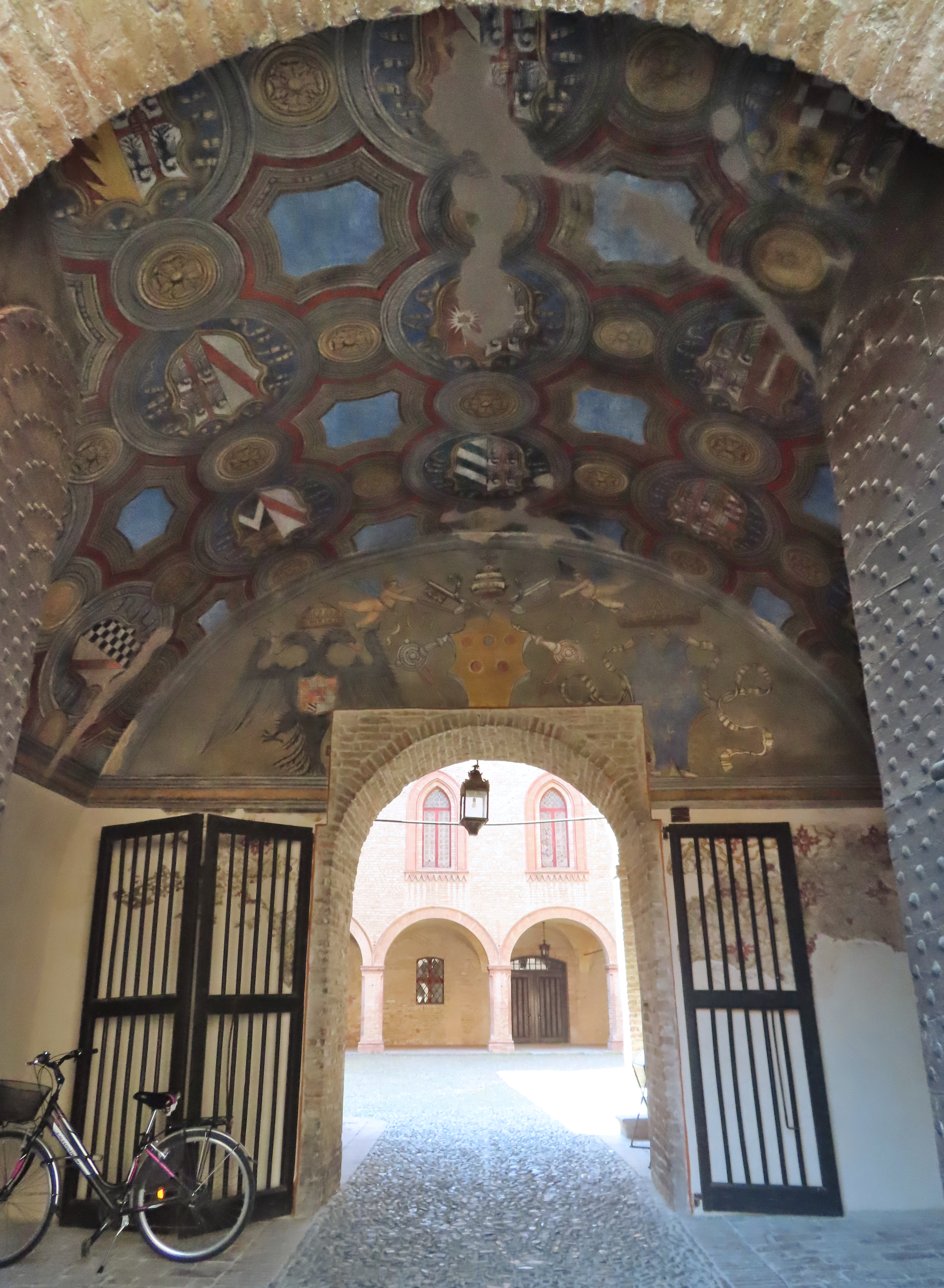
Androne

Il fianco nord-orientale è caratterizzato dalla presenza al piano nobile di un'elegante loggia ad arcate a tutto sesto, innalzata su colonnine in pietra e marmo con capitelli; le pareti interne sono decorate con affreschi rinascimentali. All'estremità nord si innalza una torre quadrangolare a un piano solo, coronata da un terrazzo nascosto dalla merlatura, che prosegue lungo tutto il prospetto nord-occidentale.
Di fronte all'ingresso della rocca si elevano le gotiche Scuderie Sanvitale, innalzate nel XV secolo per motivi difensivi e successivamente trasformate nelle scuderie del castello, in sostituzione di quelle fino ad allora collocate nei sotterranei della rocca.
L'androne d'accesso è coperto da una volta a botte ornata con affreschi risalenti agli inizi del XVI secolo, quando l'ingresso fu spostato dal mastio originario; i decori, riscoperti e parzialmente ridipinti nel 1840, raffigurano una serie di stemmi di famiglie collegate ai Sanvitale.

### Cortile interno

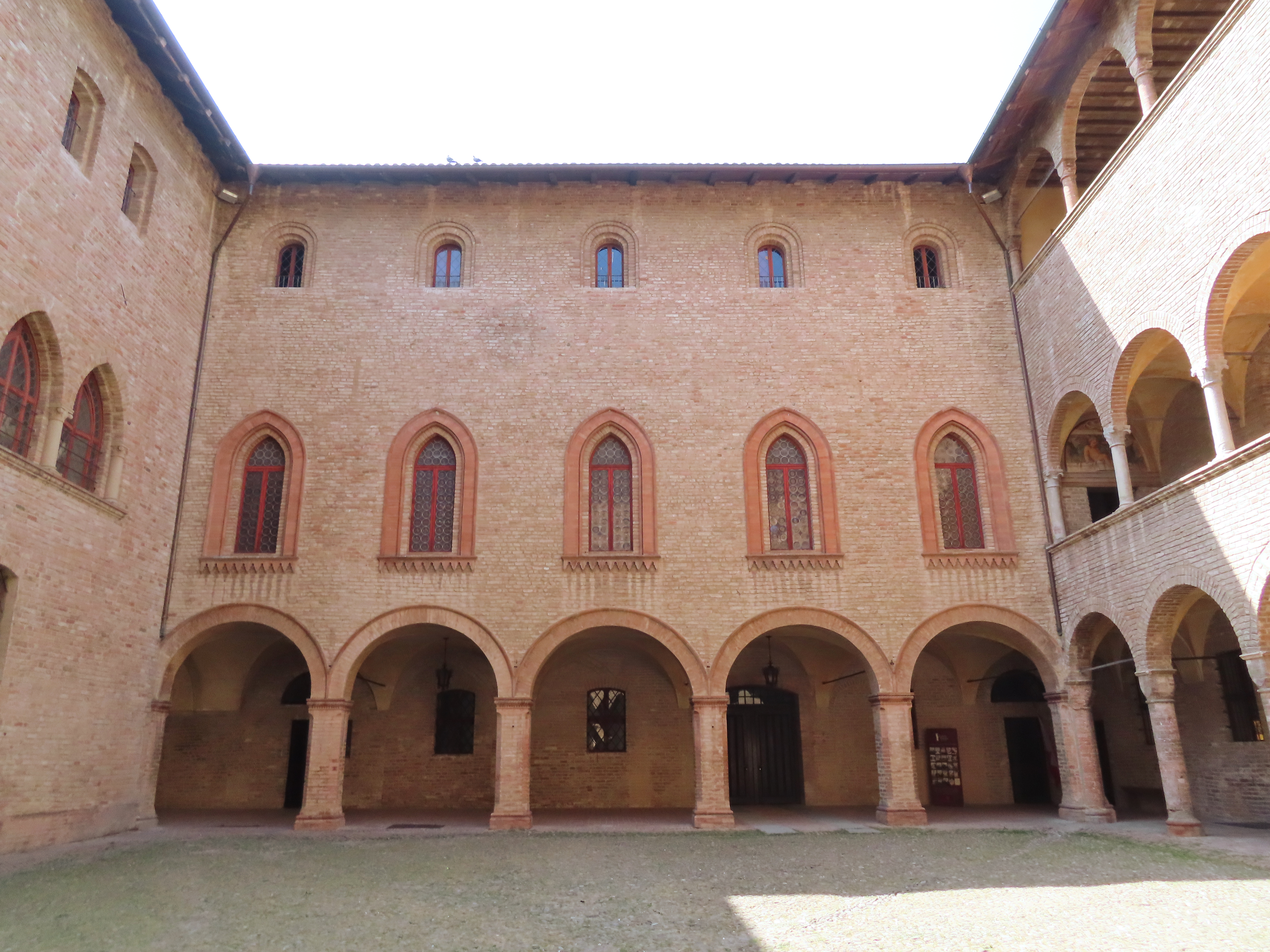
Lato nord-ovest del cortile interno

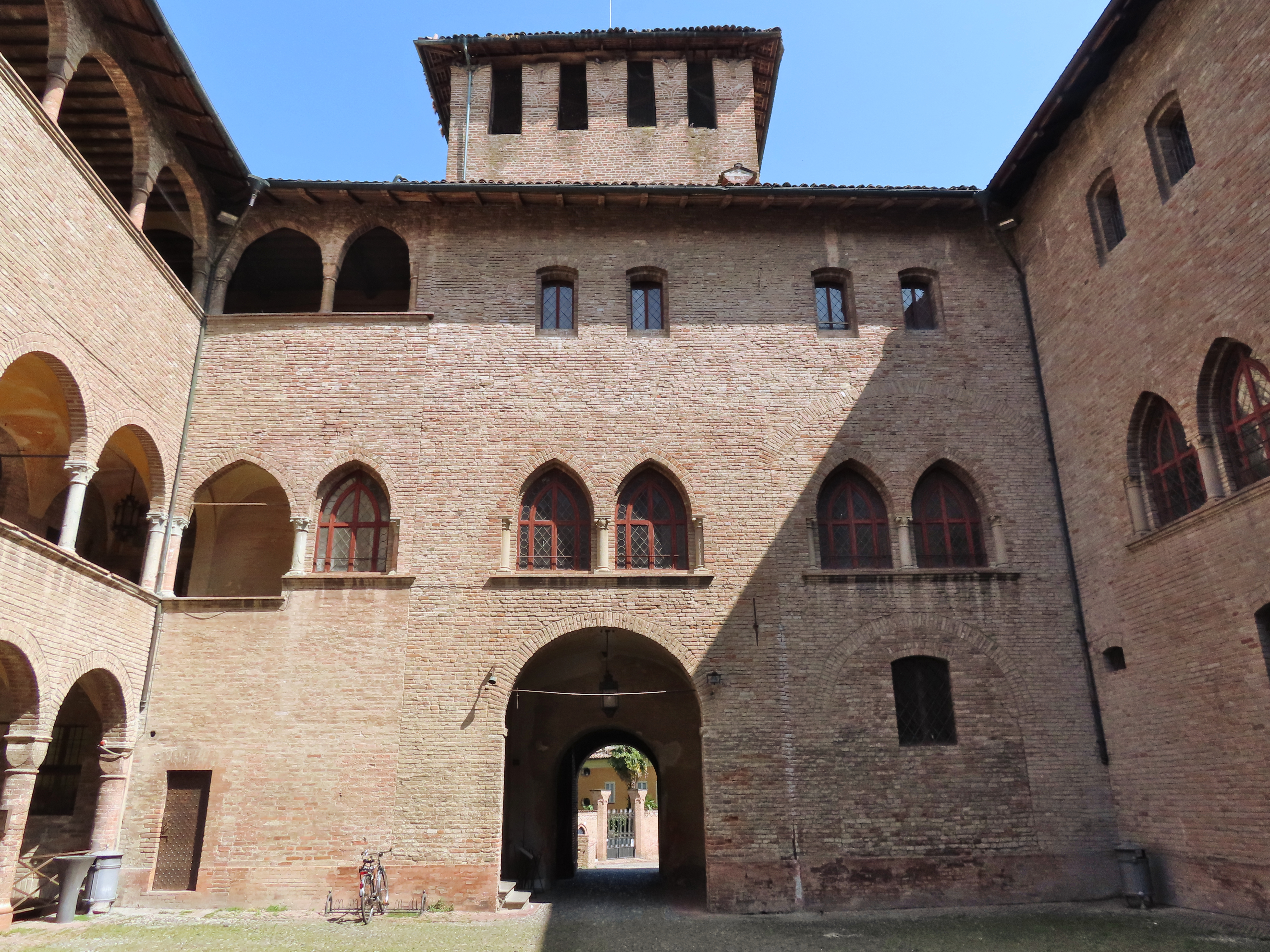
Lato sud-est del cortile interno

La corte interna, interamente rivestita in mattoni, è affiancata a nord-est da un porticato quattrocentesco ad arcate a tutto sesto, sostenuto da un colonnato in laterizio con capitelli a cubo scantonato; il piano nobile si apre verso il cortile attraverso un elegante loggiato ad archi retto da sottili colonne in pietra con capitelli corinzi; il livello superiore è anch'esso caratterizzato dal loggiato ad arcate a tutto sesto, poggiante su colonnine in mattoni con capitelli a cubo scantonato.
Il porticato con volte a crociera prosegue anche sul lato nord-ovest, con arcate a sesto ribassato sostenute da massicci pilastri in mattoni con sottili capitelli in cotto; il piano nobile presenta una serie di grandi finestre ad arco ogivale delimitate da ampie cornici in cotto, di stile neogotico, mentre il livello superiore si affaccia con più piccole aperture ad arco a tutto sesto.
Le altre fronti, prive di porticato, sono anch'esse caratterizzate al piano nobile dalle ampie finestre binate ad arco ogivale, affiancate da colonnine in pietra con capitelli, realizzate in stile neogotico durante la ristrutturazione ottocentesca.

### Loggiato

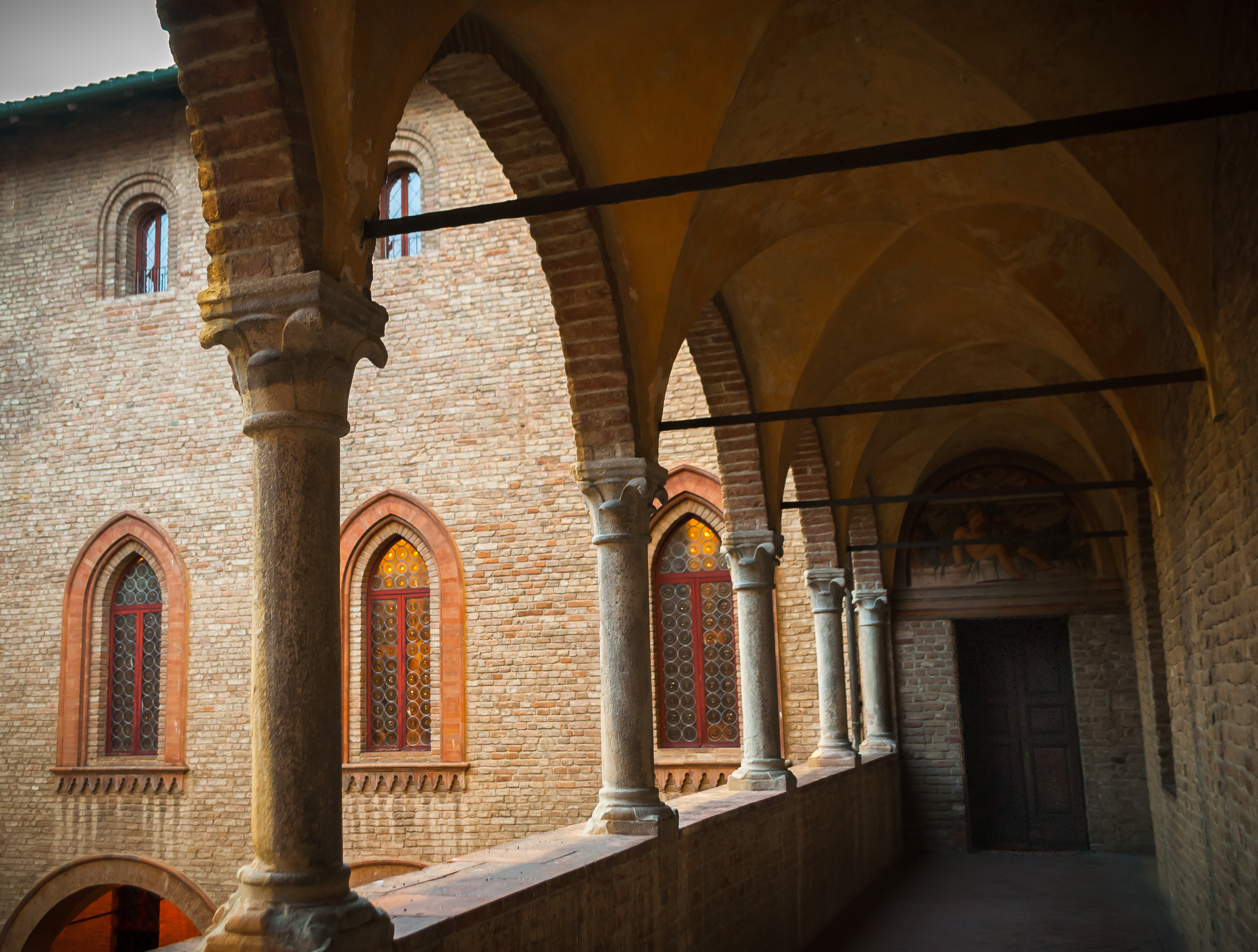
Loggiato del piano nobile

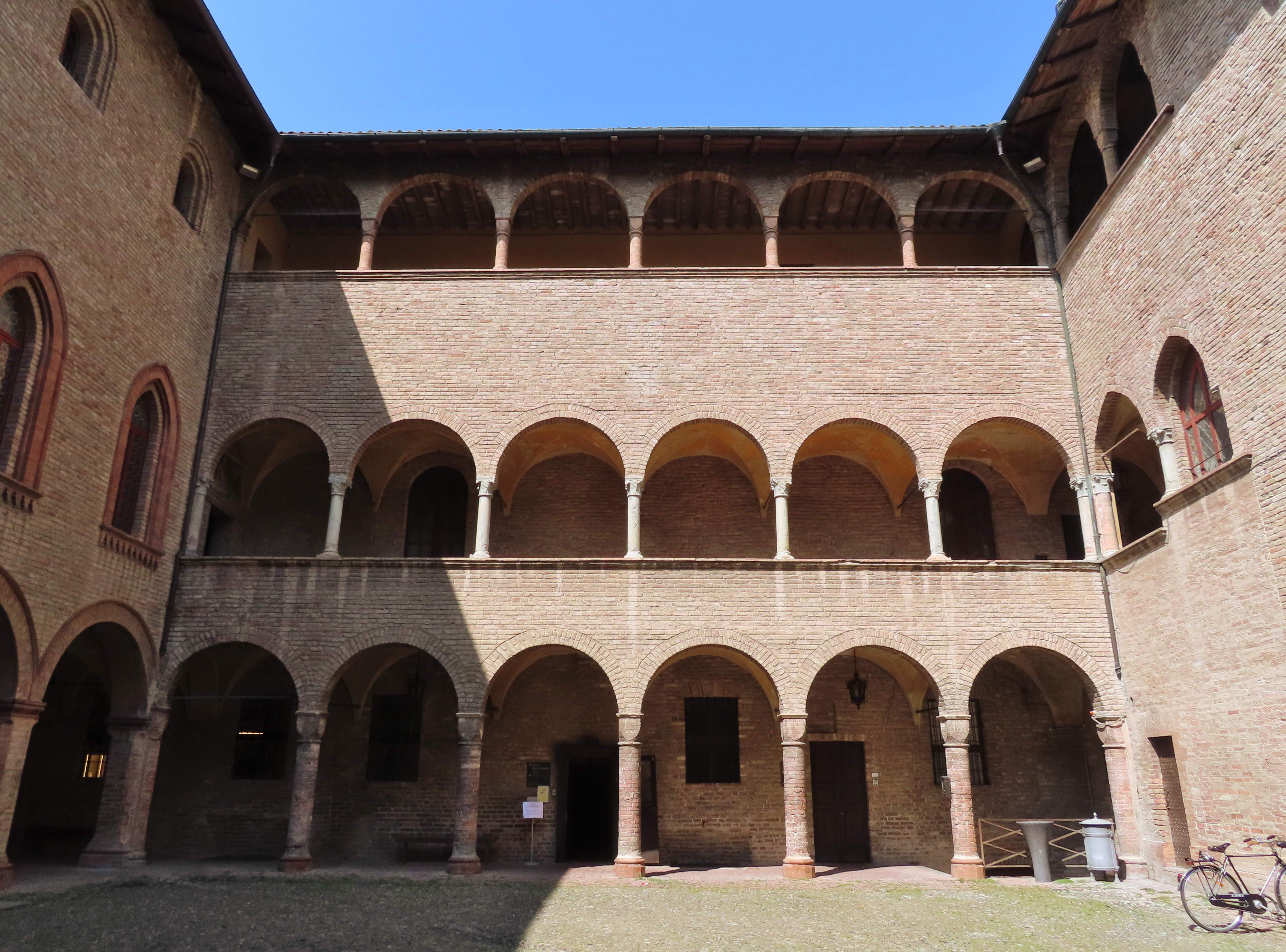
Lato nord-est del cortile interno

La scala quattrocentesca a lato dell'androne, chiusa da una volta a botte, conduce al loggiato del piano nobile, caratterizzato dalla serie di volte a crociera di copertura.
Le due lunette poste sulle porte dei lati corti opposti sono decorate con affreschi gemelli raffiguranti un Putto con festone, realizzati da Felice Boselli verso la fine del XVII secolo nel teatro innalzato nel 1678 su iniziativa del conte Alessandro III Sanvitale accanto alle scuderie e demolito intorno al 1800 per volere del conte Jacopo; i due dipinti furono allora staccati e posizionati nell'attuale collocazione.

### Sale del piano nobile

#### Sala delle armi
Il loggiato del piano nobile conduce direttamente alla grande Sala delle armi, coperta da una volta a vela lunettata, interamente ornata con affreschi risalenti alla fine XVI secolo; i decori, parzialmente ridipinti nel 1861 da Giovanni Gaibazzi e Giuseppe Bossi, risultano attribuibili a un ignoto pittore emiliano cinquecentesco.
Gli affreschi raffigurano al centro un grande stemma dei Borbone di Francia, circondato da vari intrecci vegetali; altri ovali ai lati inquadrano la Temperanza con specchio e la Fama con stemma dei Sanvitale, Meli Lupi e Gonzaga; le 22 lunette sono decorate con le rappresentazioni mitologiche classiche di Mercurio con la fiaccola e l'elmo alato, Venere seminuda con amore bendato, Marte, Bacco, Nettuno, Diana, Cerere con le spighe, Vulcano con l'incudine e il martello, Giunone, Giove, Europa con il toro, Minerva, Apollo con la cetra, le quattro Stagioni, una Baccante, una Ninfa con tritone, una Fanciulla con fiaccola, un Re con lo scettro e una Figura femminile con maschera teatrale. Al di sotto corre lungo l'intero perimetro un'epigrafe in latino di supplica agli dei dell'Olimpo, che sottolinea la protezione garantita ai Sanvitale dal re di Francia.
Il camino rinascimentale in pietra è decorato sulla cappa con un grande stemma in rilievo dei Sanvitale e dei conti di Somaglia, apposto in seguito al matrimonio tra Luigi Sanvitale e Corona Somaglia Stopazzola avvenuto verso la fine del XVI secolo.
L'ambiente custodisce una serie di armi, risalenti al XVII, XVIII e XIX secolo; vi si trovano varie daghe, spade, lance, balestre e pistole, oltre a scudi, bandiere e numerosi bastoni da passeggio.
Gli arredi sono costituiti da due pregevoli cassapanche cinquecentesche, arricchite con gli stemmi dei Sanvitale, da alcuni cofanetti lignei coevi e da armadi, tavoli e sedie seicenteschi; un raro forziere ancora funzionante, risalente alla fine del XVI secolo, è infine collocato su un lato della sala.

#### Loggia

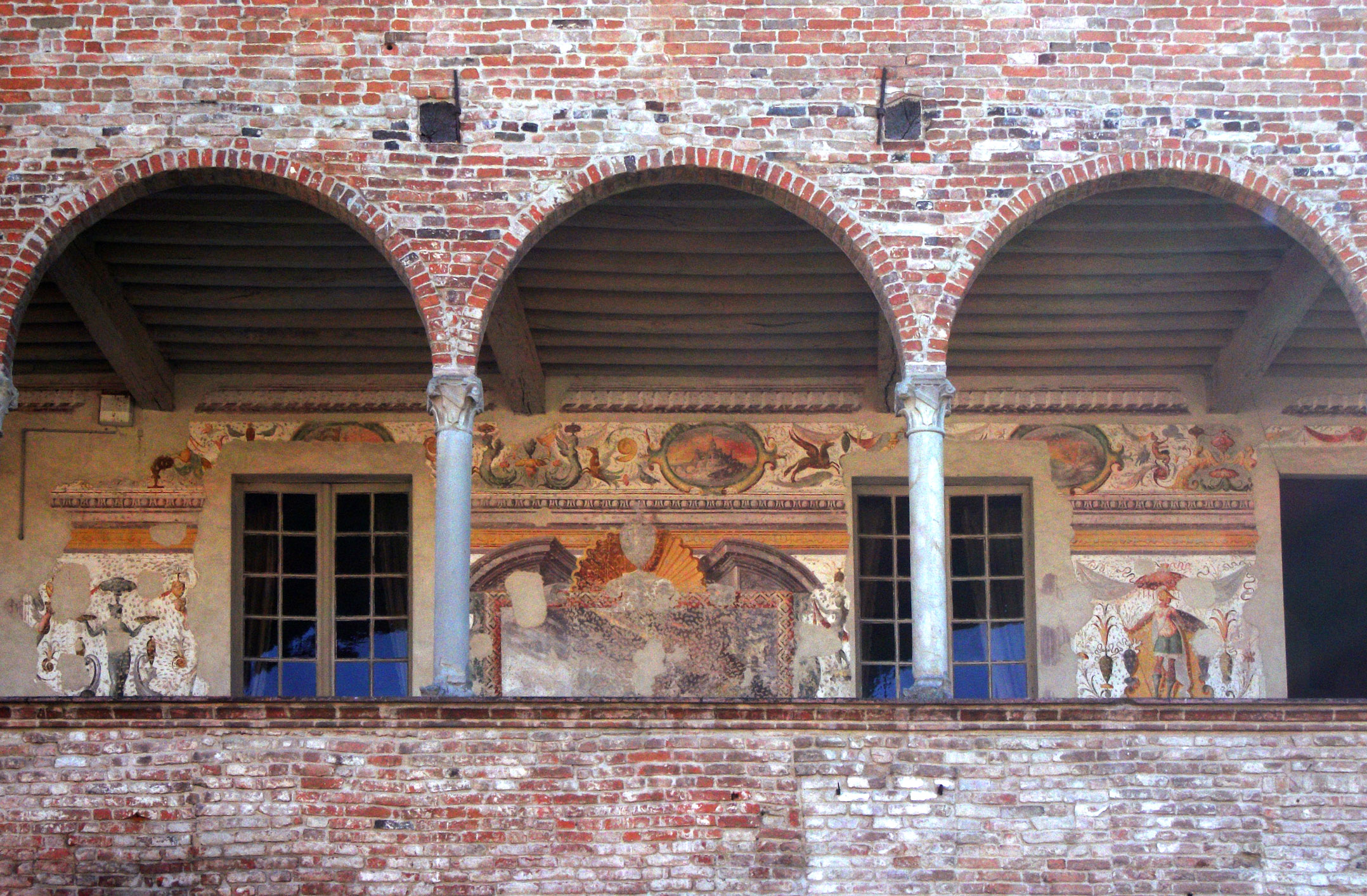
Loggia

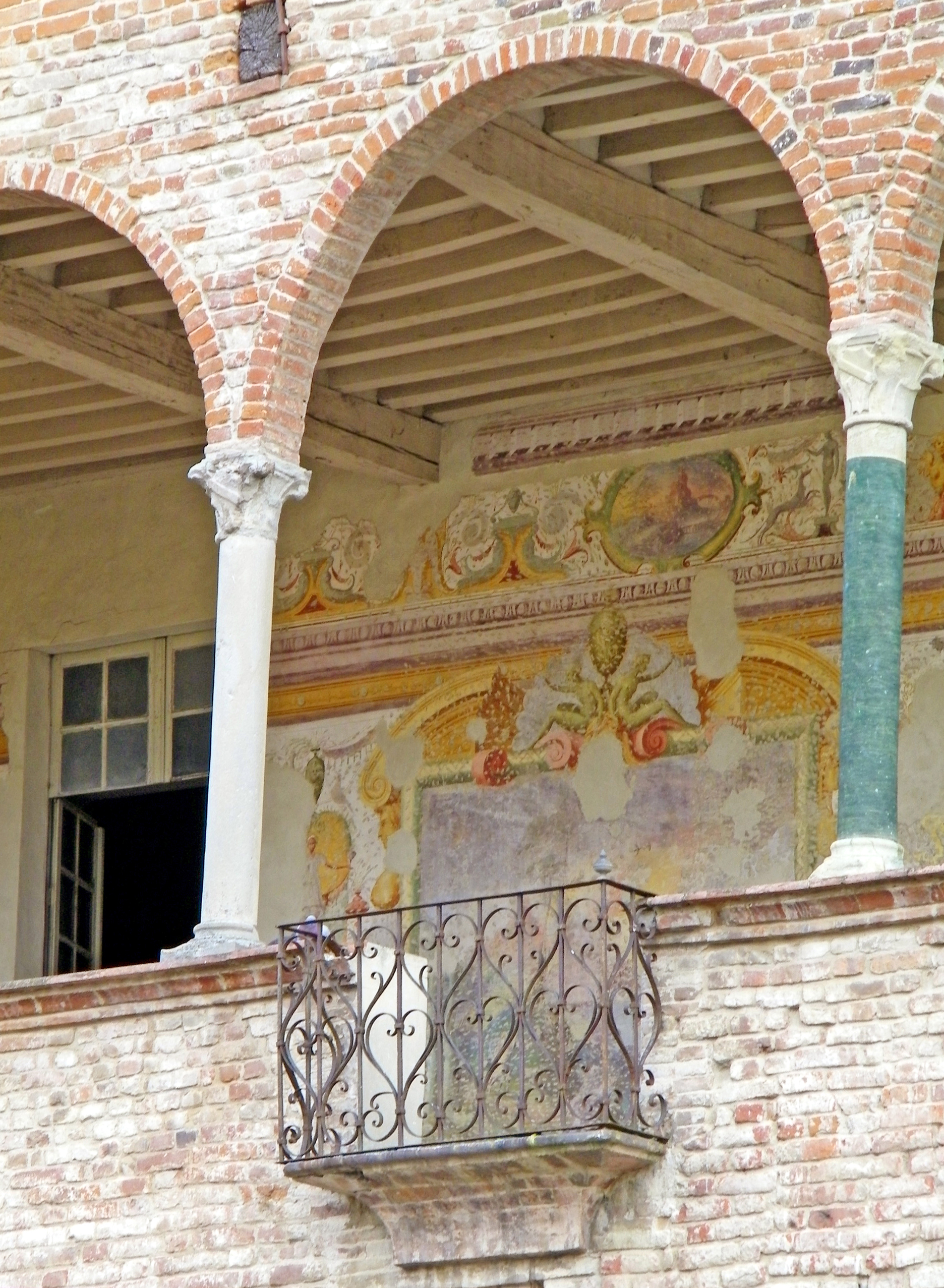
Balconcino al centro della loggia

La Sala delle Armi si affaccia sulla loggia del fianco nord-est, decorata su due pareti con affreschi raffiguranti alcuni paesaggi e motivi a grottesche, realizzati intorno al 1590 da Cesare Baglioni; il terzo lato è ornato con un fregio in monocromo, risalente agli inizi del XVI secolo.
I dipinti, oggi parzialmente danneggiati, furono coperti durante la ristrutturazione tardo-ottocentesca della rocca, quando l'ambiente fu trasformato in salotto esterno, e furono riscoperti alla fine del XX secolo.

#### Sala da pranzo
Il secondo ambiente affacciato sulla loggia è anch'esso coperto da una volta a vela lunettata, decorata con affreschi risalenti al XIX secolo; i dipinti delle lunette raffigurano numerosi stemmi dei Sanvitale e delle famiglie loro collegate.
Il grande camino rinascimentale posto tra le due finestre è ornato con un fregio scolpito, rappresentante tra i triglifi una serie di volti umani e, alle estremità, due teste di leoni; la cappa è inoltre decorata con un affresco raffigurante l'Albero genealogico dei Sanvitale, in cui campeggia la scritta "Virtus ubique refulgit".
Gli arredi sono costituiti da tre grandi credenze e un tavolo seicenteschi, che espongono una collezione di ceramiche, in buona parte decorate con lo stemma dei conti Sanvitale; i pezzi, di fattura parmigiana, piemontese, lombarda, inglese e tedesca, risalgono prevalentemente al XVIII secolo; in mostra sono posti anche due vasi da farmacia provenienti dall'Antica spezieria di San Giovanni di Parma.
Alle pareti sono infine appesi due grandi oli raffiguranti Nature morte, dipinti da Felice Boselli intorno al 1690.

#### Sala del biliardo
Il terzo ambiente aperto sulla loggia è coperto da un soffitto quattrocentesco a travi lignee, decorato con gli stemmi di numerose famiglie ospitate nella rocca dai Sanvitale.
Una parete è arricchita da un camino in marmo rosso di Verona, dalle linee semplici.
Gli arredi sono costituiti dal grande tavolo da biliardo centrale ottocentesco, dai coevi divani e dal tavolino in scagliola policroma risalente ai primi anni del XVIII secolo.
Alle pareti sono infine appesi tre grandi oli, di cui due raffiguranti Nature morte, realizzati da Felice Boselli intorno al 1690, e uno rappresentante una Battaglia, dipinto da Ilario Spolverini nella stessa epoca.

#### Sala dei cimeli di Maria Luigia
Accanto alla Sala del biliardo si apre una saletta dedicata alla duchessa di Parma Maria Luigia, ove sono conservati numerosi ricordi legati alla sovrana raccolti da sua figlia Albertina di Montenuovo, moglie del conte Luigi Sanvitale.
Le teche mostrano i calchi funebri in gesso del volto e della mano della duchessa e del marito morganatico Adam Albert von Neipperg, padre di Albertina; vi è inoltre esposta la scultura raffigurante la Mano di Maria Luigia con fiore al polso, eseguita da Antonio Canova nel 1820.
Tra gli altri oggetti personali della duchessa si trovano alcuni berretti da amazzone, un ombrellino e un paio di scarpine in velluto ricamate in oro; è inoltre esposta una collezione di vetri di Murano e cristalli di Boemia risalenti al XVI, XVII, XVIII e XIX secolo.
La sala è arricchita da un camino settecentesco e da due tavoli coevi, oltre che dai numerosi quadri alle pareti, tra i quali i ritratti di Albertina di Montenuovo, di Guglielmo Alberto di Montenuovo, suo fratello, del re di Roma Napoleone II di Francia, suo fratellastro, e del conte Stefano Sanvitale, nonno di suo marito; sono esposti anche i disegni raffiguranti il professore di corno da caccia Giovanni Puzzi, eseguito da Paolo Toschi, il conte Jacopo Sanvitale, realizzato da Alberto Ziveri, e il conte Stefano Sanvitale, inciso da Antonio Dalcò.

#### Sala dei costumi orientali
Dalla Sala del biliardo si accede anche alla piccola Sala dei costumi orientali, ove sono esposti, tra gli altri, alcuni dipinti tardo-settecenteschi raffiguranti Costumi orientali e una Sacra Famiglia, realizzata da Giovanni Gaibazzi nel 1861.

#### Sala da ricevimento
Accanto alla Sala dei costumi orientali è posta l'elegante Sala da ricevimento, coperta da un pregevole soffitto a travetti lignei, dipinti verso la fine del XVII secolo; poco più in basso, lungo il perimetro dell'ambiente corre un alto fregio affrescato da Felice Boselli intorno al 1687, raffigurante all'interno di ovali affiancati dai Grifi dei Sanvitale una serie di Fiori e paesaggi.
Gli arredi sono costituiti da tavoli a muro settecenteschi, divani e sedie in stile Luigi XVI, un clavicembalo dipinto all'interno del coperchio con un Paesaggio fluviale e un raro scrigno seicentesco istoriato.
Alle pareti, oltre alle specchiere dorate barocche, sono appesi vari dipinti, tra cui i ritratti di Federico Sanvitale, attribuito a Felice Boselli, di Dorotea Sofia di Neuburg, riferibile a Giovanni Maria delle Piane detto "il Molinaretto", di Gianfrancesco Gonzaga, copiato da un originale di Francesco Bonsignori, e di una principessa Gonzaga, di autore ignoto; è inoltre esposto un olio raffigurante una Veduta della Rocca di Fontanellato, dipinto da Giuseppe Alinovi nella seconda metà del XIX secolo.

#### Camera nuziale
La Sala da ricevimento dà accesso alla Camera nuziale, coperta da un pregevole soffitto seicentesco a cassettoni lignei, proveniente dal vicino santuario della Beata Vergine del Santo Rosario.
Il monumentale camino cinquecentesco è interamente scolpito con cariatidi, fregi e, al centro, lo stemma dei Sanvitale.
Gli imponenti arredi sono costituiti da un letto seicentesco riccamente intagliato con motivi floreali, putti e stemmi, un coevo armadio con fastigio scolpito, una scrivania con seduta dell'epoca, un settecentesco cassettone intarsiato attribuito a Giovan Battista Galli e alcuni ottocenteschi sgabelli neorinascimentali.
Alle pareti sono appesi numerosi quadri, tra cui i seicenteschi ritratti della contessa Barbara Sanseverino, della marchesa Marta Tana e dell'abate Carlo Ferrari; a essi si aggiungono un dipinto su rame raffigurante una Madonna orante, realizzato nel 1673 da Tommaso Missiroli, e una seicentesca Madonna col Bambino.

#### Galleria degli antenati

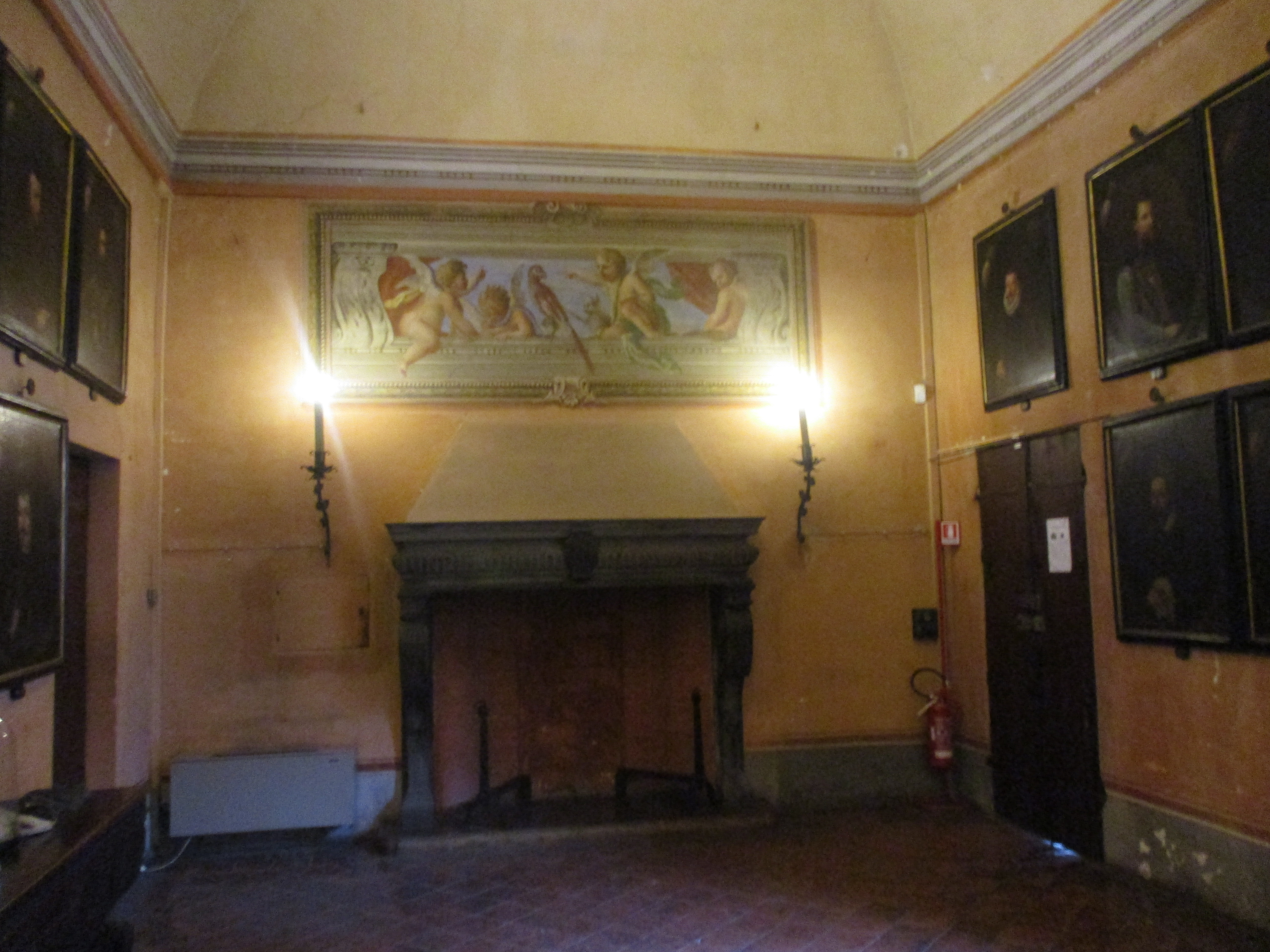
Galleria degli antenati

La Sala da ricevimento si apre anche sull'ampia Galleria degli antenati, coperta da una lunga volta a botte; le due pareti estreme sono decorate con due frammenti di affreschi raffiguranti Giochi di putti, realizzati nel 1681 da Felice Boselli per il distrutto teatro Sanvitale.
La sala è arricchita da un grande camino tardo-cinquecentesco e dagli arredi, costituiti da alcuni tavoli seicenteschi, cassettoni e sedie coevi, una cinquecentesca cassapanca intagliata con gli stemmi dei Cantelli Zandemaria e due ottocentesche panche neorinascimentali.
Alle pareti sono appesi 74 ritratti di membri della famiglia Sanvitale; 49 dei dipinti furono realizzati intorno alla metà del XVII secolo da un ignoto pittore, che raffigurò, talvolta idealmente, tutti i primi conti da Ugo a Ugo III; tra il XVIII e il XX secolo la raccolta fu completata da altri artisti, tra i quali Enrico Bandini, che rappresentò Luigi, Gaetano Signorini, che effigiò Jacopo, Giovanni Gaibazzi, che ritrasse Alberto, e Latino Barilli, che raffigurò l'ultimo conte Giovanni.

### Sale del piano terreno

#### Sala dei Sanvitale
Dal porticato sul lato nord-est si accede alla sala adibita a biglietteria, caratterizzata dal camino in pietra risalente alla fine del XVI secolo.
Alle pareti sono appesi i ritratti di alcuni membri della famiglia Sanvitale, realizzati tra la fine del XVII e la seconda metà del XVIII secolo; vi sono esposti due ovali raffiguranti il conte Luigi III e sua moglie Corona Avogadro, dipinti da Giovan Maria delle Piane detto "il Molinaretto" intorno al 1700, e la rappresentazione del conte Jacopo Antonio III nelle vesti del pastore Eaco Panellenio, eseguita da Giuseppe Baldrighi tra il 1752 e il 1756.

#### Sala dei Farnese
La stanza adiacente, coperta da un soffitto a cassettoni lignei dipinti risalente al XVI secolo, è arredata con alcuni mobili settecenteschi.
Alle pareti sono appesi i ritratti degli ultimi membri della famiglia Farnese, tra i quali il duca Odoardo II e sua moglie Dorotea Sofia di Neuburg, effigiati da Felice Boselli, il duca Antonio, raffigurato da Ilario Spolverini nella prima metà del XVIII secolo, il duca Francesco, attribuito allo Spolverini, e la duchessa Elisabetta, copia di un dipinto di Giovan Maria delle Piane detto "il Molinaretto"; a essi si aggiungono i ritratti del conte Alessandro III Sanvitale, realizzato da Felice Boselli, e di Luisa Elisabetta di Borbone-Francia, copia di un'opera di Jean-Étienne Liotard.

#### Sala dei quadri religiosi
La Sala dei Farnese conduce alla Sala dei quadri religiosi, coperta da una serie di volte a crociera quattrocentesche.
Alle pareti sono appesi vari dipinti a soggetto religioso, tra cui una Madonna col Bambino e i Santi Michele, Caterina d'Alessandria, un santo papa e Caterina da Siena, realizzata alla fine del XVI secolo dal fiammingo Jan Soens, una Madonna col Bambino e i Santi Giovanni e Lorenzo, copia di un'opera di Michelangelo Anselmi, un'Ultima Cena, copia di un quadro di Bartolomeo Schedoni, una Madonna col Bambino, eseguita nel XVII secolo da un ignoto artista toscano, e alcune tele raffiguranti scene bibliche, realizzate nella seconda metà del XVIII secolo per la chiesa di San Benedetto a Priorato.

#### Sala del teatrino
L'ambiente successivo conserva al suo interno un pregevole teatrino smontabile per marionette, realizzato in stile neoclassico per Albertina di Montenuovo tra il 1820 e il 1825; il manufatto fu donato dalla contessa all'asilo di Fontanellato, ove fu acquistato dall'amministrazione comunale nel 1959.
L'opera lignea, costituita da una scatola alta 107 cm e profonda 91, presenta un arco scenico dipinto con la tecnica del trompe-l'œil, con frontone triangolare in sommità. All'interno il sipario in tela, avvolgibile superiormente, è decorato con la raffigurazione di un lago con isolotto e tempio classico; si conservano 24 marionette, alte 18 cm, ancora con gli abiti originali, e 6 scenografie dipinte a tempera su cartoncino.

#### Sala delle Donne equilibriste

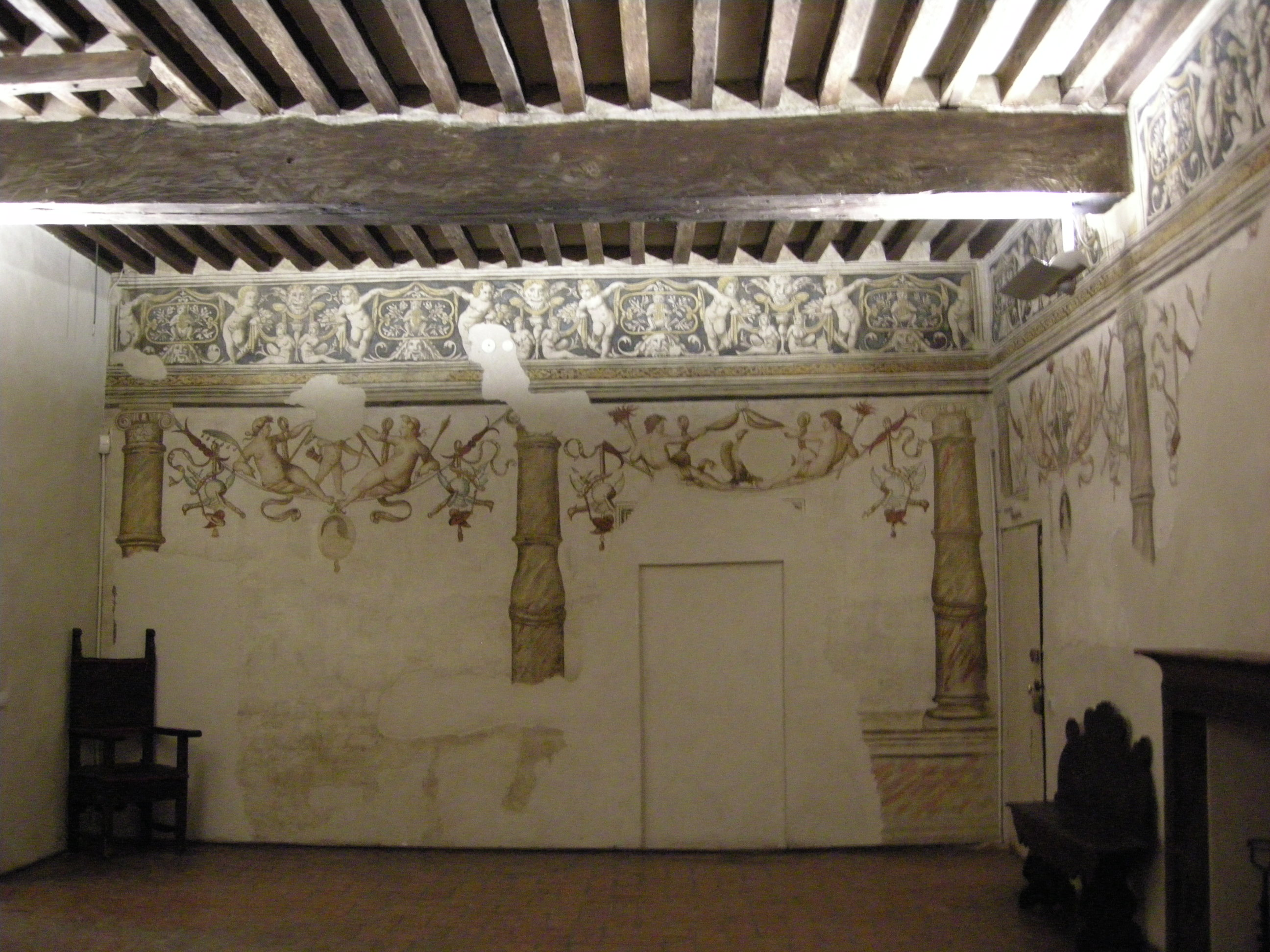
Sala delle Donne equilibriste

L'ambiente successivo, in origine adibito a taverna del castello, è coperto da un soffitto a travetti lignei, mentre le pareti sono decorate con affreschi realizzati da un allievo di Cesare Cesariano verso il 1512; i dipinti raffigurano un colonnato con capitelli ionici, collegati tra loro attraverso fili su cui sono distese coppie di figure femminili e a cui sono appesi elmi, spade e altre armi; al di sopra si sviluppa l'alto fregio monocromo, decorato con una serie di amorini e satiri.
Nella sala sono posizionati anche quattro mensoloni scolpiti e un tavolo seicentesco in scagliola policroma, al cui centro è raffigurato Ercole che uccide l'idra.

#### Sala degli Amorini
In appendice alla Sala delle Donne equilibriste sorge la Sala degli Amorini, coperta da una volta a padiglione lunettata, decorata con affreschi cinquecenteschi a grottesche, similari a quelli dell'ambiente precedente; considerata a lungo la cappella originaria della rocca, la stanza nacque probabilmente quale gabinetto alchemico del conte Gian Galeazzo Sanvitale.
I dipinti proseguono sulle pareti, ove è raffigurato un colonnato a sostegno di un architrave che si sviluppa lungo il perimetro della saletta; altri fili con coppie di figure distese collegano i capitelli, mentre superiormente le lunette ospitano ciascuna due amorini. Il fregio riporta l'antifona latina pasquale Regina Caeli.

#### Sala delle grottesche
Dalla Sala delle Donne equilibriste si accede alla Sala delle Grottesche, collocata nella torre quadrata posta in corrispondenza dello spigolo settentrionale del castello; l'ambiente è coperto da una volta a padiglione lunettata, decorata con affreschi a grottesche realizzati nel 1861 dai pittori Giovanni Gaibazzi e Giuseppe Bossi.
Una parete ospita un grande dipinto raffigurante le Quattro virtù cardinali e le tre virtù teologali, dipinto agli inizi del XVIII secolo dal pittore Carlo Preda.

#### Sala di passaggio
La Sala delle Donne equilibriste dà accesso a un piccolo ambiente di passaggio, decorato con affreschi cinquecenteschi similari a quelli della stanza adiacente.

#### Saletta di Diana e Atteone

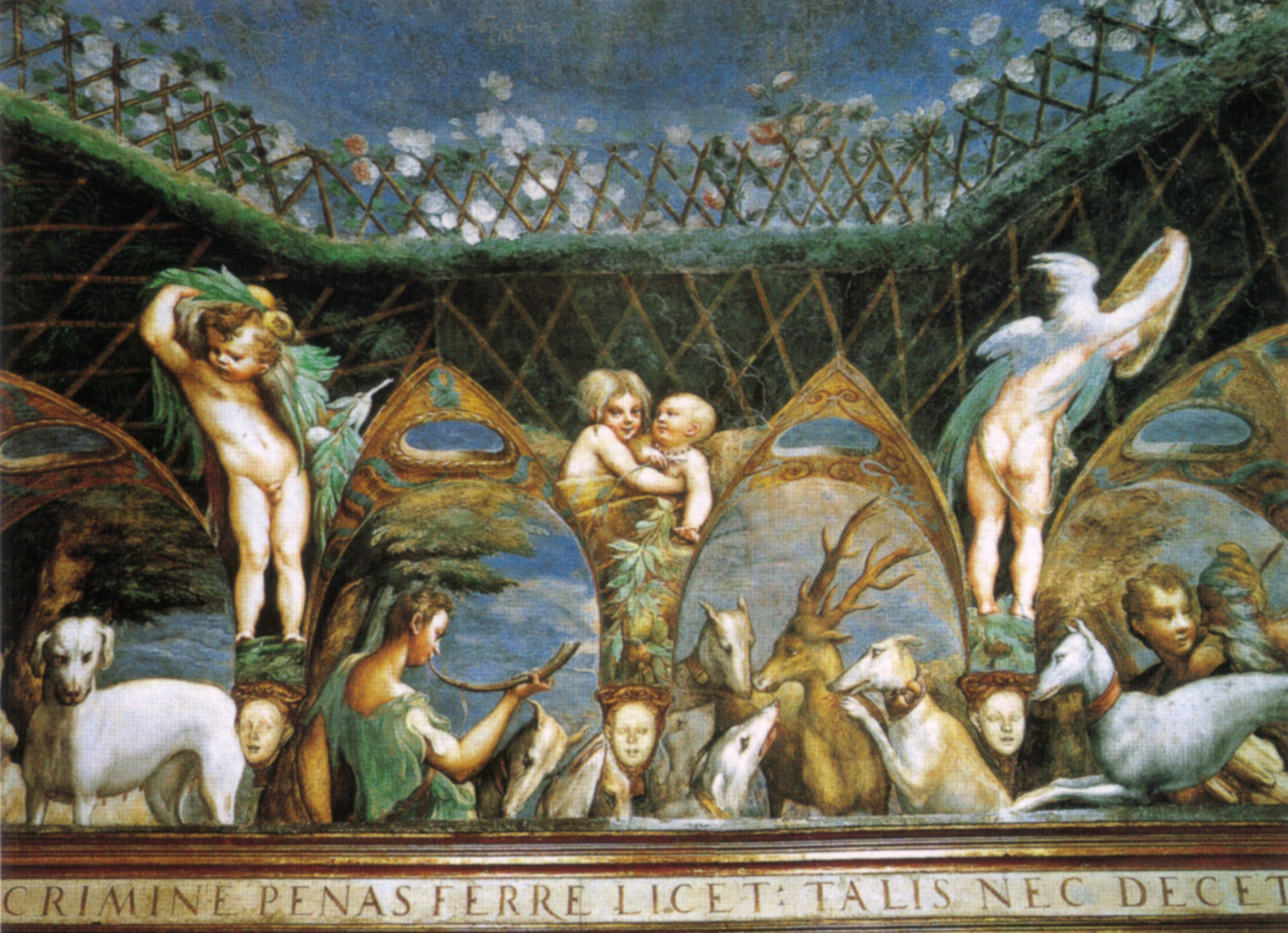
Lato nord della Saletta di Diana e Atteone

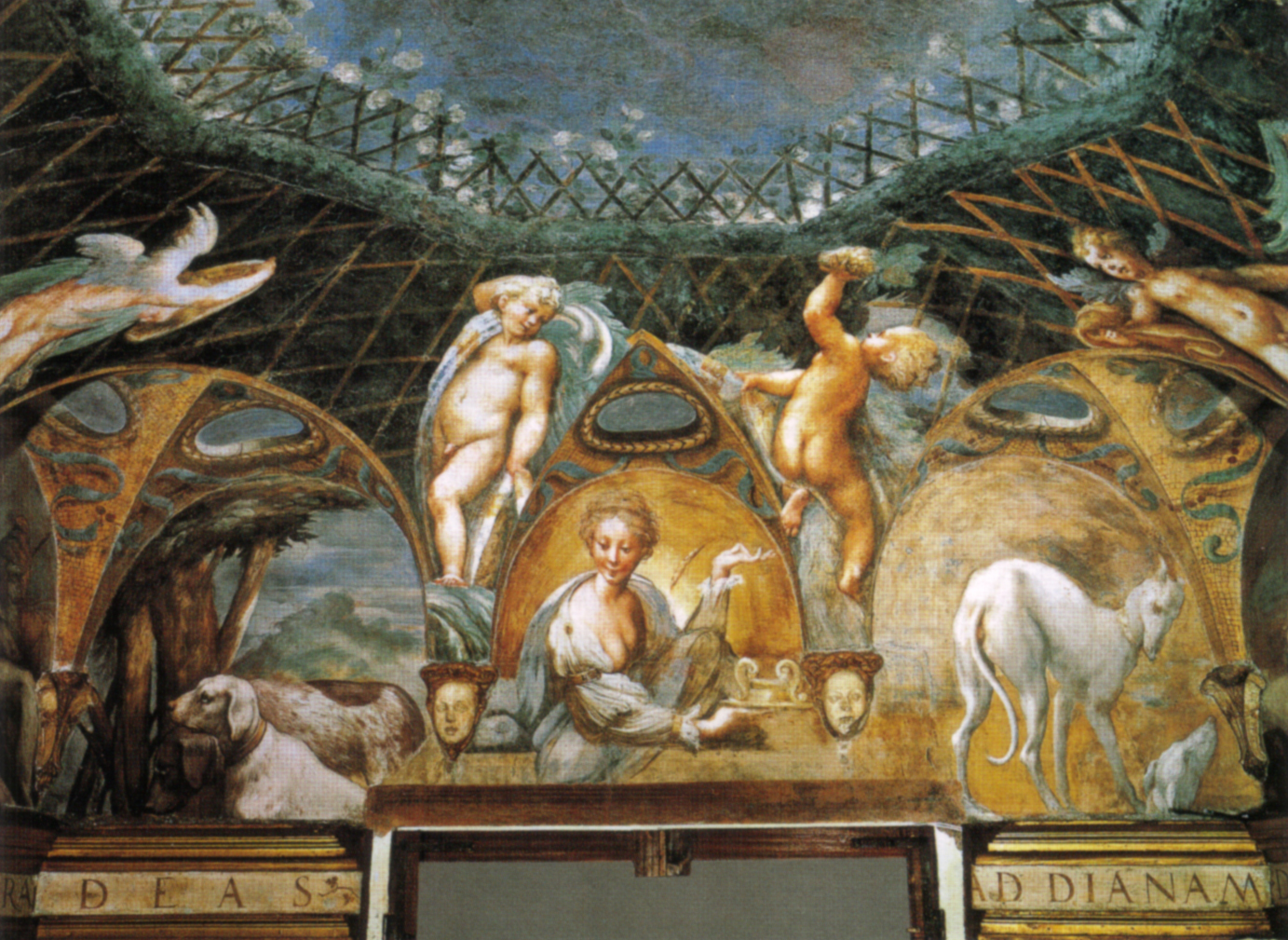
Lato est della Saletta di Diana e Atteone

La Sala di passaggio conduce all'ambiente più conosciuto della rocca, la Saletta di Diana e Atteone, in origine accessibile, scendendo alcuni gradini, dalla Sala delle grottesche.
La stanza, coperta da una volta lunettata, fu commissionata dal conte Gian Galeazzo Sanvitale e da sua moglie Paola Gonzaga, ma la sua originaria destinazione è sconosciuta: tra le ipotesi discusse dagli studiosi, potrebbe essere nata come sala da bagno, studio privato o luogo di meditazione.
La saletta è decorata sul soffitto e sulle 14 lunette col ciclo di affreschi relativo al mito di Diana e Atteone, tratto dalle Metamorfosi di Ovidio; in sommità è raffigurato tra putti un fitto pergolato, che lascia spazio nel mezzo alla volta celeste, al cui centro si staglia uno specchio circolare con l'epigrafe "Respice finem". Il dipinto manierista, eseguito tra il 1523 e il 1524 dal Parmigianino, è considerato uno dei capolavori giovanili dell'artista.

### Giardino di Flora

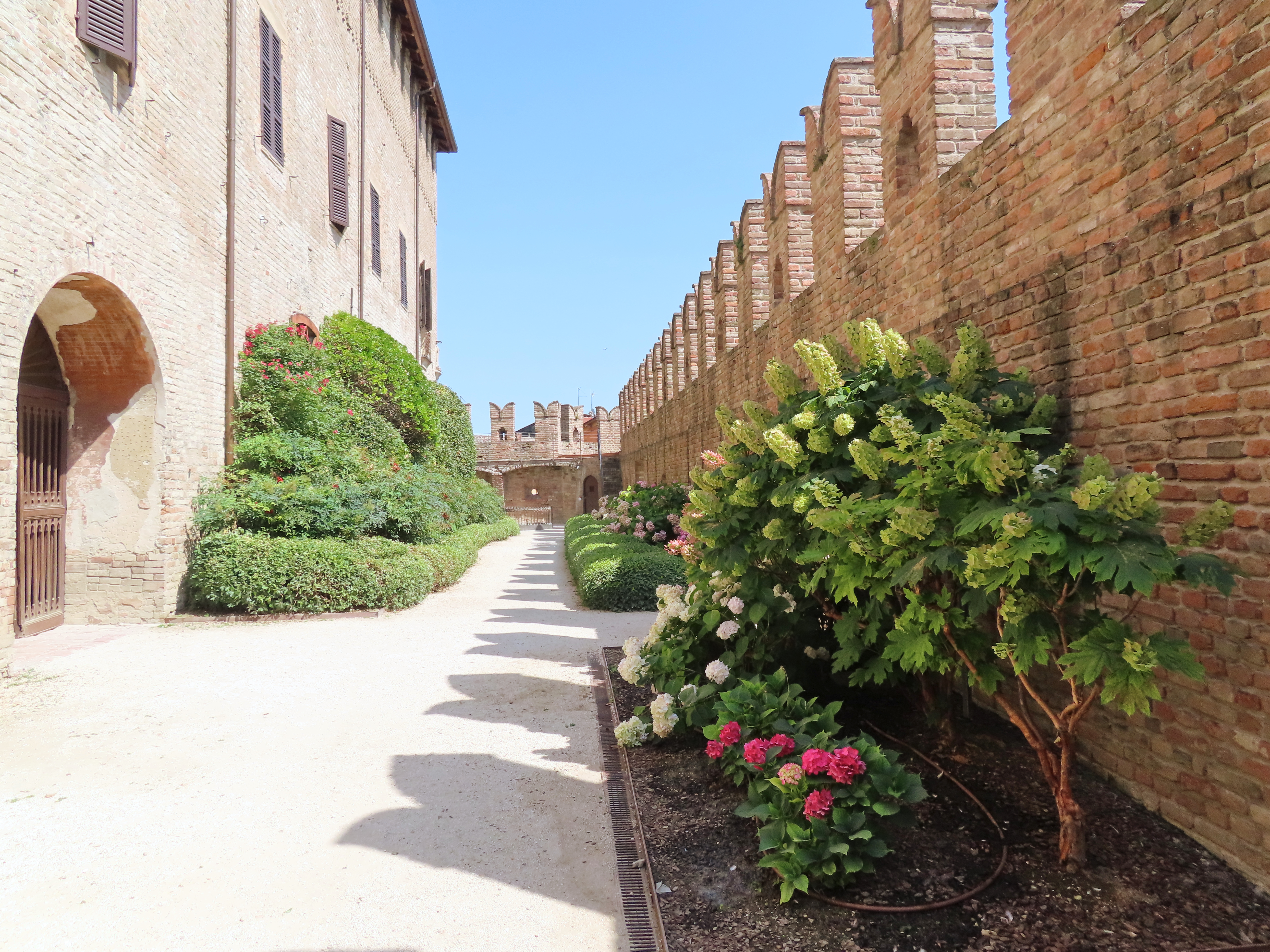
Giardino di Flora

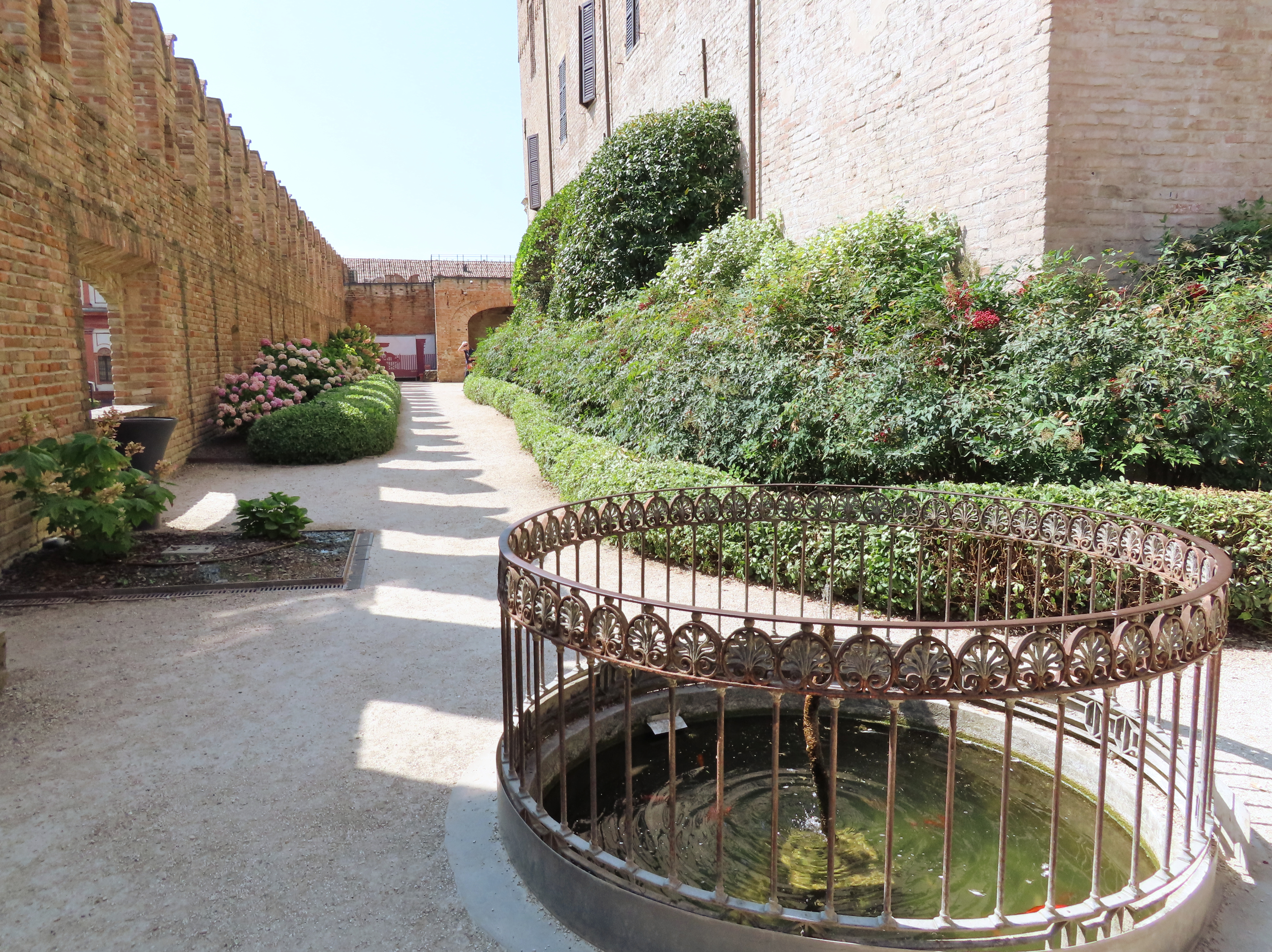
Giardino di Flora

Il porticato nord-ovest conduce al giardino pensile ricavato nel XIX secolo sul terrazzo del lato sud-ovest abbattendo alcuni blocchi di edifici contenenti vani accessori; la spianata, utilizzata quale spazio per il passeggio dei conti Sanvitale, era originariamente coltivata con fiori ed erbe aromatiche.
Ristrutturato interamente nel 2003, lo stretto e lungo spazio verde è attraversato da un vialetto centrale in ghiaia, affiancato da aiuole ricche di ortensie, piante di lavanda e altre essenze a fioritura costante in primavera e in estate.
A fianco della torre sud si innalzava un monumentale esemplare di bagolaro, parzialmente crollato il 24 giugno 2019.

### Sala delle mappe
Sul margine occidentale del giardino si ergono alcuni edifici a un piano solo, in origine adibiti a locali di servizio; interamente ristrutturati nei primi anni del XX secolo, contengono oggi l'archivio storico comunale.
La Sala delle mappe espone alcune delle 288 carte del XVIII e XIX secolo relative alle proprietà dei Sanvitale, regalate nel 1948 al sindaco Pompeo Piazza dall'ultimo conte Giovanni.
L'ambiente conserva inoltre 30 litografie raffiguranti i Castelli del ducato di Parma e Piacenza, eseguite verso il 1850 dal pittore Alberto Pasini.

### Camera ottica

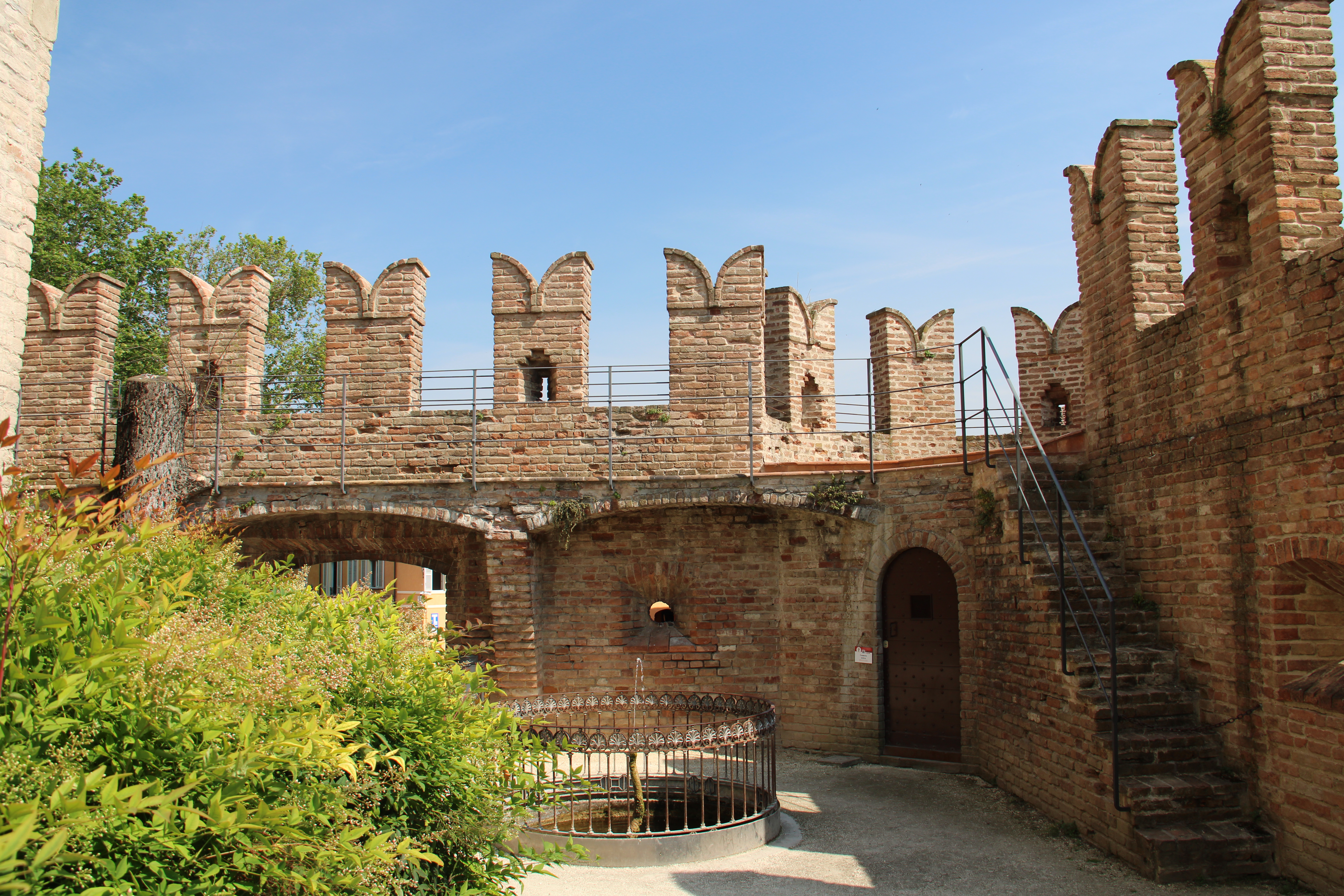
Ingresso alla camera ottica sull'angolo sud del giardino di Flora

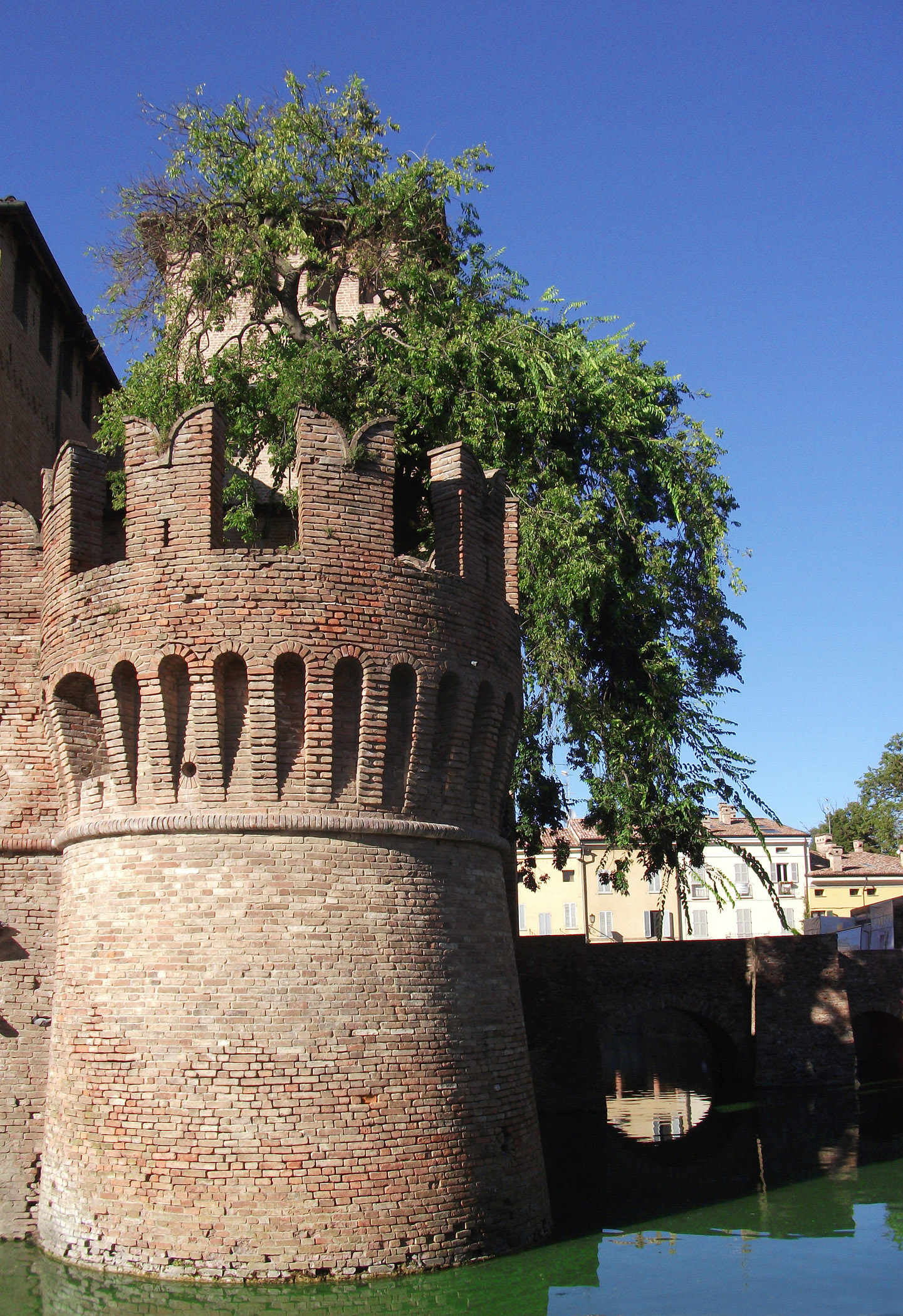
Torre sud

La torre sud, originariamente più alta e sviluppata su più piani per contenere le prigioni del castello, ospita al suo interno l'unica camera ottica ottocentesca ancora funzionante in Italia, accessibile direttamente dal Giardino di Flora.
L'ambiente circolare, molto buio, accoglie due sistemi di specchi e un prisma posti in corrispondenza delle antiche feritoie, che consentono di riflettere e proiettare nitidamente su tre schermi all'interno del locale l'immagine a 180° della piazza antistante la rocca; l'apparecchiatura, voluta dal conte Giovanni Sanvitale alla fine del XIX secolo, nacque come avveniristico gioco di società dell'epoca.
La camera ottica nel 1964 fu scelta come set per alcune sequenze del film Prima della rivoluzione di Bernardo Bertolucci.

### Cappella di San Carlo
Il piano terreno dell'originario mastio del castello contiene la cappella dedicata a san Carlo Borromeo, edificata nel 1688 per volere del conte Alessandro III Sanvitale.
L'ambiente conserva un affresco raffigurante la Madonna col Bambino e i Santi Giuseppe, Chiara, Francesco e Giovanni Battista, eseguito tra il 1609 e il 1610 da Bartolomeo Schedoni nella chiesa dei Cappuccini di Fontevivo e rimosso in seguito alla soppressione napoleonica degli ordini religiosi del 1805.
L'altare marmoreo, realizzato nel 1688 dallo scultore Alberto Oliva, è arricchito dalla pala rappresentante San Carlo Borromeo che unge gli appestati, dipinta alla fine del XVII secolo dal pittore Antonio Nasini.
La cappella ospita anche un olio settecentesco raffigurante Sant'Ignazio che libera un'indemoniata e i tre busti funerari della duchessa Maria Luigia, eseguito da Giuseppe Carpi dopo il 1847, di Maria Sanvitale, scolpito da Tommaso Bandini nel 1843, e del conte Stefano Sanvitale, risalente all'incirca al 1838.

### Sala dello stendardo
La grande sala utilizzata quale sede del consiglio comunale tra il 1945 e il 1980 ospita dal 2015 lo stendardo della Beata Vergine di Fontanellato, grande drappo in damasco rosso dipinto a tempera sui due lati e ornato con una frangia sui margini.
L'oggetto, utilizzato forse quale bandiera di una galea capitanata dal conte Stefano Sanvitale durante la seicentesca guerra di Candia, fu realizzato tra il 1654 e il 1656; in seguito lo stendardo fu esposto per lunghi anni nel Salone delle armi, ma successivamente fu rimosso e conservato in un deposito, prima di essere nuovamente esibito nella cappella di San Carlo. A partire dal 2006 il drappo fu sottoposto a una lunga opera di restauro, terminata nel 2015 con l'esposizione nel nuovo ambiente all'interno di una teca in vetro.
Un lato della bandiera è dipinto con la raffigurazione dell'Incoronazione della Vergine di Fontanellato, in cui compare anche san Carlo Borromeo ai suoi piedi; sulla faccia opposta è rappresentato Dio Padre con colomba tra angeli e San Giovanni Battista con l'agnello, accanto alla scritta "Ecce agnus Dei". Sul contorno di entrambe le fronti sono posti gli stemmi dei cavalieri di Malta, del gran maestro Giovanni Paolo Lascaris di Ventimiglia e Castellar e dei Sanvitale, oltre a un decoro di piccoli fiori dorati.

### Sale del secondo piano

#### Sala del loggiato
Al secondo piano della rocca, è posizionata la grande Sala del loggiato; l'ambiente, coperto da un soffitto a capriate lignee, è oggi utilizzato come sede del consiglio comunale di Fontanellato.

#### Sala dei merli e Sala delle gelosie
Altri due locali dell'ultimo livello, chiusi anch'essi da soffitti a capriate lignee, sono utilizzati come sale convegni; mentre la Sala delle gelosie si affaccia sul cortile interno, la Sala dei merli si apre verso la piazza antistante la rocca attraverso i numerosi merli ghibellini coperti.

### Sotterranei
Al di sotto del castello si sviluppano lunghe gallerie sotterranee, nate come scuderie e acquartieramenti delle truppe, oltre che approdo sul fossato; vi si accedeva originariamente attraverso due scale, di cui una destinata ai cavalli. Nel XVI secolo, venute meno le esigenze difensive della rocca, gli ambienti furono adibiti a cantine e locali di servizio, con pozzo e forno.

### Percorso di visita
Il castello è aperto al pubblico e fa parte del circuito dei castelli dell'Associazione dei Castelli del Ducato di Parma, Piacenza e Pontremoli rappresentandone anche la sede.
Risultano visitabili, oltre al cortile interno e al Giardino di Flora, il loggiato del piano nobile, la Sala delle armi, la Sala da pranzo, la Sala del biliardo, la Sala dei cimeli di Maria Luigia, la Sala dei costumi orientali, la Sala da ricevimento, la Camera nuziale, la Galleria degli antenati, la Sala dei Sanvitale, la Sala dei Farnese, la Sala dei quadri religiosi, la Sala del teatrino, la Sala delle Donne equilibriste, la Sala degli Amorini, la Sala delle grottesche, la Sala di passaggio, la Saletta di Diana e Atteone, la Camera ottica e la Sala dello stendardo.

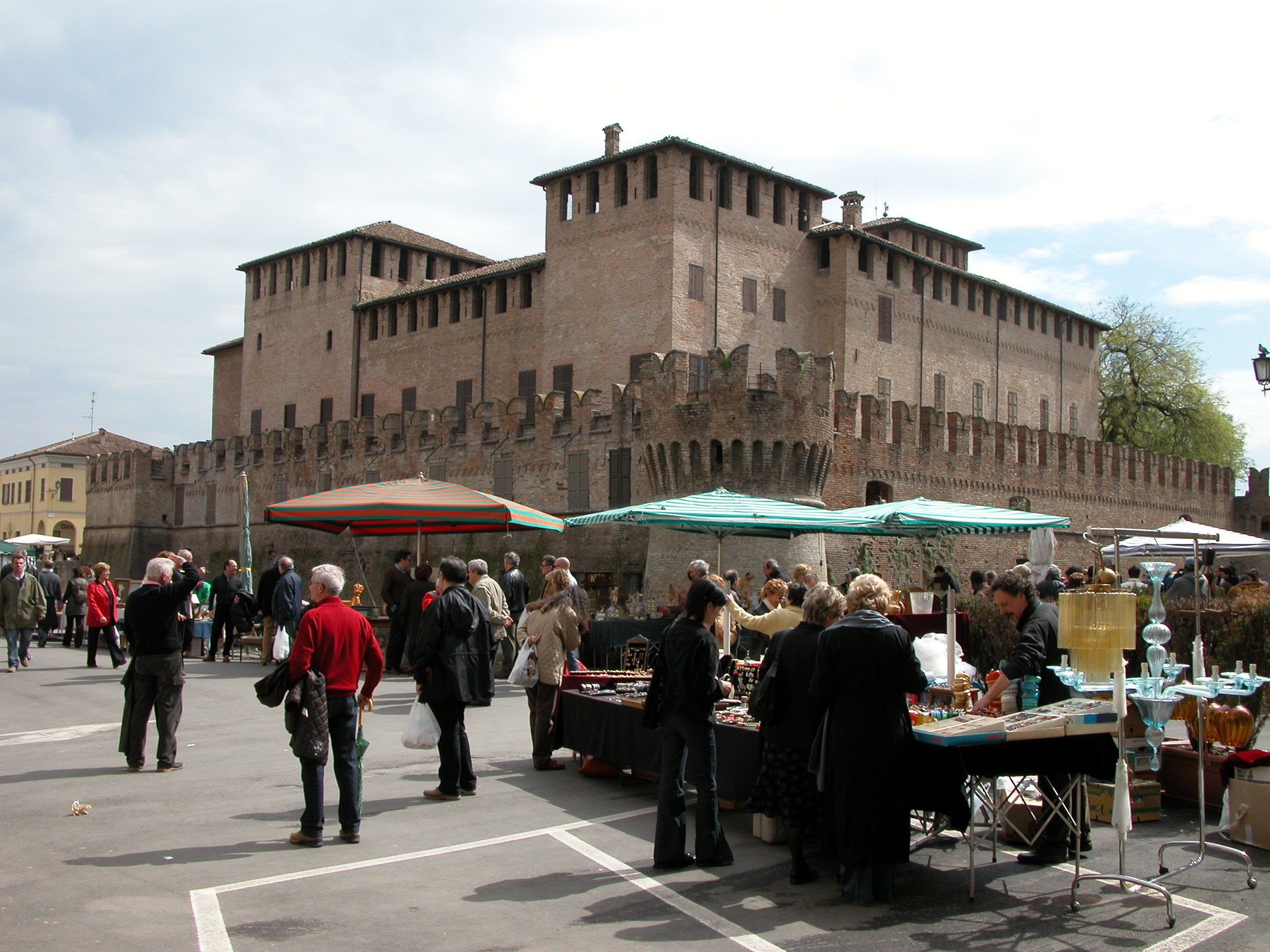
Il mercatino dell'antiquariato nella piazza attorno alla rocca

## Eventi culturali
Il cortile interno, la piazza antistante e l'area intorno al fossato sono sede di varie manifestazioni culturali, gastronomiche e canore, oltre a ospitare mostre e mercatini, tra cui quello mensile dedicato all'antiquariato.

## I presunti fantasmi
Come molti castelli, anche la rocca di Fontanellato sembrerebbe ospitare alcuni fantasmi, come confermato anche durante alcuni sopralluoghi effettuati nel 2014.
Secondo alcune leggende, tra le sale del piano nobile si aggirerebbe lo spirito di Barbara Sanseverino, giustiziata in seguito alla presunta congiura nei confronti del duca Ranuccio I Farnese. La cappella di San Carlo sarebbe invece la dimora eterna dello spettro di Maria Sanvitale, la figlia di Luigi Sanvitale e Albertina di Montenuovo morta all'età di 5 anni.